# Liste des matchs de l'équipe de Lettonie de football par adversaire
Cette liste présente les matchs de l'équipe de Lettonie de football par adversaire rencontré. Lorsqu'une rivalité footballistique particulière existe entre la Lettonie et un autre pays, une page spécifique est parfois proposée.
- Haut – A
- B
- C
- D
- E
- F
- G
- H
- I
- J
- K
- L
- M
- N
- O
- P
- Q
- R
- S
- T
- U
- V
- W
- X
- Y
- Z

## A

### Albanie

#### Confrontations
Confrontations entre l'Albanie et la Lettonie en matchs officiels :
|   | Date             | Lieu            | Match              | Score | Compétition                                                |
| 1 | 11 novembre 1992 | Tirana, Albanie | Albanie - Lettonie | 1-1   | Qualification pour la Coupe du monde 1994 (groupe 3)       |
| 2 | 15 mai 1993      | Riga, Lettonie  | Lettonie - Albanie | 0-0   | Qualification pour la Coupe du monde 1994 (groupe 3)       |
| 3 | 10 février 1998  | L-Imdina, Malte | Albanie - Lettonie | 2-2   | Tournoi international de Malte 1998                        |
| 4 | 28 avril 1999    | Riga, Lettonie  | Lettonie - Albanie | 0-0   | Qualification pour le Championnat d'Europe 2000 (groupe 2) |
| 5 | 4 septembre 1999 | Tirana, Albanie | Albanie - Lettonie | 3-3   | Qualification pour le Championnat d'Europe 2000 (groupe 2) |

#### Bilan
| Rang | Équipe   | Pts | J | G | N | P | Bp | Bc | Diff |
| ---- | -------- | --- | - | - | - | - | -- | -- | ---- |
| 1    | Albanie  | 5   | 5 | 0 | 5 | 0 | 6  | 6  | 0    |
| 1    | Lettonie | 5   | 5 | 0 | 5 | 0 | 6  | 6  | 0    |

### Allemagne

#### Confrontations
Confrontations entre l'Allemagne et la Lettonie en matchs officiels :
|   | Date            | Lieu                  | Match                | Score | Compétition                          |
| 1 | 13 octobre 1935 | Königsberg, Allemagne | Allemagne - Lettonie | 3-0   | Match amical                         |
| 2 | 25 juin 1937    | Riga, Lettonie        | Lettonie - Allemagne | 1-3   | Match amical                         |
| 3 | 19 juin 2004    | Porto, Portugal       | Allemagne - Lettonie | 0-0   | Championnat d'Europe 2004 (groupe D) |

#### Bilan
| Rang | Équipe    | Pts | J | G | N | P | Bp | Bc | Diff |
| ---- | --------- | --- | - | - | - | - | -- | -- | ---- |
| 1    | Allemagne | 7   | 3 | 2 | 1 | 0 | 6  | 1  | +5   |
| 2    | Lettonie  | 1   | 3 | 0 | 1 | 2 | 1  | 6  | -5   |

### Andorre

#### Confrontations
Confrontations entre l'Andorre et la Lettonie en matchs officiels :
|   | Date             | Lieu                        | Match              | Score | Compétition                                          |
| 1 | 25 juin 1997     | Riga, Lettonie              | Lettonie - Andorre | 4-1   | Match amical                                         |
| 2 | 26 juin 1998     | Pärnu, Estonie              | Lettonie - Andorre | 2-0   | Match amical                                         |
| 3 | 26 mars 2008     | Andorre-la-Vieille, Andorre | Andorre - Lettonie | 0-3   | Match amical                                         |
| 4 | 6 septembre 2016 | Andorre-la-Vieille, Andorre | Andorre - Lettonie | 0-1   | Qualification pour la Coupe du monde 2018 (groupe B) |
| 5 | 10 octobre 2017  | Riga, Lettonie              | Lettonie - Andorre | 4-0   | Qualification pour la Coupe du monde 2018 (groupe B) |
| 6 | 6 septembre 2018 | Riga, Lettonie              | Lettonie - Andorre | 0-0   | Ligue des nations 2018-2019 (Ligue D)                |
| 7 | 19 novembre 2018 | Andorre-la-Vieille, Andorre | Andorre - Lettonie | 0-0   | Ligue des nations 2018-2019 (Ligue D)                |
| 8 | 3 septembre 2020 | Riga, Lettonie              | Lettonie - Andorre | 0-0   | Ligue des nations 2020-2021 (Ligue D)                |

#### Bilan
| Rang | Équipe   | Pts | J | G | N | P | Bp | Bc | Diff |
| ---- | -------- | --- | - | - | - | - | -- | -- | ---- |
| 1    | Lettonie | 18  | 8 | 5 | 3 | 0 | 14 | 1  | +13  |
| 2    | Andorre  | 3   | 8 | 0 | 3 | 5 | 1  | 14 | -13  |

### Angola

#### Confrontations
Confrontations entre l'Angola et la Lettonie en matchs officiels :
|   | Date        | Lieu           | Match             | Score | Compétition  |
| 1 | 3 mars 2010 | Luanda, Angola | Angola - Lettonie | 1-1   | Match amical |

#### Bilan
| Rang | Équipe   | Pts | J | G | N | P | Bp | Bc | Diff |
| ---- | -------- | --- | - | - | - | - | -- | -- | ---- |
| 1    | Angola   | 1   | 1 | 0 | 1 | 0 | 1  | 1  | 0    |
| 1    | Lettonie | 1   | 1 | 0 | 1 | 0 | 1  | 1  | 0    |

### Arménie

#### Confrontations
Confrontations entre l'Arménie et la Lettonie en matchs officiels :
|   | Date             | Lieu             | Match              | Score | Compétition  |
| 1 | 11 février 2009  | Limassol, Chypre | Arménie - Lettonie | 0-0   | Match amical |
| 2 | 3 septembre 2014 | Riga, Lettonie   | Lettonie - Arménie | 2-0   | Match amical |

#### Bilan
| Rang | Équipe   | Pts | J | G | N | P | Bp | Bc | Diff |
| ---- | -------- | --- | - | - | - | - | -- | -- | ---- |
| 1    | Lettonie | 4   | 2 | 1 | 1 | 0 | 2  | 0  | +2   |
| 2    | Arménie  | 1   | 2 | 0 | 1 | 1 | 0  | 2  | -2   |

### Autriche

#### Confrontations
Confrontations entre l'Autriche et la Lettonie en matchs officiels :
|   | Date             | Lieu                      | Match               | Score                | Compétition                                                       |
| 1 | 5 octobre 1937   | Autriche, Autriche        | Autriche - Lettonie | 2-1                  | Qualification pour la Coupe du monde 1938 (groupe 8 - tour final) |
| 2 | 29 mars 1995     | Salzbourg, Autriche       | Autriche - Lettonie | 5-0                  | Qualification pour le Championnat d'Europe 1996 (groupe 6)        |
| 3 | 16 août 1995     | Liepāja, Lettonie         | Lettonie - Autriche | 3-2                  | Qualification pour le Championnat d'Europe 1996 (groupe 6)        |
| 4 | 9 novembre 1996  | Vienne, Autriche          | Autriche - Lettonie | 2-1                  | Qualification pour la Coupe du monde 1998 (groupe 4)              |
| 5 | 8 juin 1997      | Riga, Lettonie            | Lettonie - Autriche | 1-3                  | Qualification pour la Coupe du monde 1998 (groupe 4)              |
| 6 | 9 février 2005   | Limassol, Chypre          | Autriche - Lettonie | 1-1 (3-5 aux t.a.b.) | Tournoi de Chypre 2005 (match pour la troisième place)            |
| 7 | 7 juin 2011      | Graz, Autriche            | Autriche - Lettonie | 3-1                  | Match amical                                                      |
| 8 | 6 septembre 2019 | Wals-Siezenheim, Autriche | Autriche - Lettonie | 6-0                  | Qualification pour le Championnat d'Europe 2020 (groupe G)        |
| 9 | 19 novembre 2019 | Riga, Lettonie            | Lettonie - Autriche | 1-0                  | Qualification pour le Championnat d'Europe 2020 (groupe G)        |

#### Bilan
| Rang | Équipe   | Pts | J | G | N | P | Bp | Bc | Diff |
| ---- | -------- | --- | - | - | - | - | -- | -- | ---- |
| 1    | Autriche | 19  | 9 | 6 | 1 | 2 | 25 | 8  | +17  |
| 2    | Lettonie | 7   | 9 | 2 | 1 | 6 | 8  | 25 | -17  |

### Azerbaïdjan

#### Confrontations
Confrontations entre l'Azerbaïdjan et la Lettonie en matchs officiels :
|   | Date           | Lieu           | Match                  | Score | Compétition  |
| 1 | 19 août 1997   | Riga, Lettonie | Lettonie - Azerbaïdjan | 0-0   | Match amical |
| 2 | 6 juillet 2002 | Riga, Lettonie | Lettonie - Azerbaïdjan | 0-0   | Match amical |
| 3 | 6 juin 2004    | Riga, Lettonie | Lettonie - Azerbaïdjan | 2-2   | Match amical |
| 4 | 9 juin 2018    | Riga, Lettonie | Lettonie - Azerbaïdjan | 1-3   | Match amical |

#### Bilan
| Rang | Équipe      | Pts | J | G | N | P | Bp | Bc | Diff |
| ---- | ----------- | --- | - | - | - | - | -- | -- | ---- |
| 1    | Azerbaïdjan | 6   | 4 | 1 | 3 | 0 | 5  | 3  | +2   |
| 2    | Lettonie    | 3   | 4 | 0 | 3 | 1 | 3  | 5  | -2   |

## B

### Bahreïn

#### Confrontations
Confrontations entre Bahreïn et la Lettonie en matchs officiels :
|   | Date            | Lieu            | Match              | Score                | Compétition                                                           |
| 1 | 3 décembre 2004 | Manama, Bahreïn | Bahreïn - Lettonie | 2-2 (4-2 aux t.a.b.) | Tournoi international de Bahreïn 2004 (match pour la troisième place) |

#### Bilan
| Rang | Équipe   | Pts | J | G | N | P | Bp | Bc | Diff |
| ---- | -------- | --- | - | - | - | - | -- | -- | ---- |
| 1    | Bahreïn  | 1   | 1 | 0 | 1 | 0 | 2  | 2  | 0    |
| 1    | Lettonie | 1   | 1 | 0 | 1 | 0 | 2  | 2  | 0    |

### Belgique

#### Confrontations
Confrontations entre la Belgique et la Lettonie en matchs officiels :
|   | Date           | Lieu                | Match               | Score | Compétition                                          |
| 1 | 7 octobre 2000 | Riga, Lettonie      | Lettonie - Belgique | 0-4   | Qualification pour la Coupe du monde 2002 (groupe 6) |
| 2 | 2 juin 2001    | Bruxelles, Belgique | Belgique - Lettonie | 3-1   | Qualification pour la Coupe du monde 2002 (groupe 6) |

#### Bilan
| Rang | Équipe   | Pts | J | G | N | P | Bp | Bc | Diff |
| ---- | -------- | --- | - | - | - | - | -- | -- | ---- |
| 1    | Belgique | 6   | 2 | 2 | 0 | 0 | 7  | 1  | +6   |
| 2    | Lettonie | 0   | 2 | 0 | 0 | 2 | 1  | 7  | -6   |

### Biélorussie

#### Confrontations
Confrontations entre la Biélorussie et la Lettonie en matchs officiels :
|   | Date             | Lieu                 | Match                  | Score | Compétition                                          |
| 1 | 9 octobre 1996   | Minsk, Biélorussie   | Biélorussie - Lettonie | 1-1   | Qualification pour la Coupe du monde 1998 (groupe 4) |
| 2 | 30 avril 1997    | Riga, Lettonie       | Lettonie - Biélorussie | 2-0   | Qualification pour la Coupe du monde 1998 (groupe 4) |
| 3 | 16 août 2000     | Riga, Lettonie       | Lettonie - Biélorussie | 0-1   | Match amical                                         |
| 4 | 21 août 2001     | Riga, Lettonie       | Lettonie - Biélorussie | 2-4   | Match amical                                         |
| 5 | 21 février 2004  | Larnaca, Chypre      | Lettonie - Biélorussie | 1-4   | Match amical                                         |
| 6 | 12 novembre 2005 | Vitebsk, Biélorussie | Biélorussie - Lettonie | 3-1   | Match amical                                         |

#### Bilan
| Rang | Équipe      | Pts | J | G | N | P | Bp | Bc | Diff |
| ---- | ----------- | --- | - | - | - | - | -- | -- | ---- |
| 1    | Biélorussie | 13  | 6 | 4 | 1 | 1 | 13 | 7  | +6   |
| 2    | Lettonie    | 4   | 6 | 1 | 1 | 4 | 7  | 13 | -6   |

### Bolivie

#### Confrontations
Confrontations entre la Bolivie et la Lettonie en matchs officiels :
|   | Date           | Lieu             | Match              | Score | Compétition  |
| 1 | 9 février 2011 | Antalya, Turquie | Bolivie - Lettonie | 1-2   | Match amical |

#### Bilan
| Rang | Équipe   | Pts | J | G | N | P | Bp | Bc | Diff |
| ---- | -------- | --- | - | - | - | - | -- | -- | ---- |
| 1    | Lettonie | 3   | 1 | 1 | 0 | 0 | 2  | 1  | +1   |
| 2    | Bolivie  | 0   | 1 | 0 | 0 | 1 | 1  | 2  | -1   |

### Bosnie-Herzégovine

#### Confrontations
Confrontations entre la Bosnie-Herzégovine et la Lettonie en matchs officiels :
|   | Date              | Lieu                       | Match                         | Score | Compétition                                          |
| 1 | 11 septembre 2012 | Zenica, Bosnie-Herzégovine | Bosnie-Herzégovine - Lettonie | 4-1   | Qualification pour la Coupe du monde 2014 (groupe G) |
| 2 | 7 juin 2013       | Riga, Lettonie             | Lettonie - Bosnie-Herzégovine | 0-5   | Qualification pour la Coupe du monde 2014 (groupe G) |

#### Bilan
| Rang | Équipe             | Pts | J | G | N | P | Bp | Bc | Diff |
| ---- | ------------------ | --- | - | - | - | - | -- | -- | ---- |
| 1    | Bosnie-Herzégovine | 6   | 2 | 2 | 0 | 0 | 9  | 1  | +8   |
| 2    | Lettonie           | 0   | 2 | 0 | 0 | 2 | 1  | 9  | -8   |

### Brésil

#### Confrontations
Confrontations entre le Brésil et la Lettonie en matchs officiels :
|   | Date         | Lieu             | Match             | Score | Compétition  |
| 1 | 26 juin 1999 | Curitiba, Brésil | Brésil - Lettonie | 3-0   | Match amical |

#### Bilan
| Rang | Équipe   | Pts | J | G | N | P | Bp | Bc | Diff |
| ---- | -------- | --- | - | - | - | - | -- | -- | ---- |
| 1    | Brésil   | 3   | 1 | 1 | 0 | 0 | 3  | 0  | +3   |
| 2    | Lettonie | 0   | 1 | 0 | 0 | 1 | 0  | 3  | -3   |

## C

### Chine

#### Confrontations
Confrontations entre la Chine et la Lettonie en matchs officiels :
|   | Date             | Lieu           | Match            | Score | Compétition  |
| 1 | 17 novembre 2010 | Kunming, Chine | Chine - Lettonie | 1-0   | Match amical |

#### Bilan
| Rang | Équipe   | Pts | J | G | N | P | Bp | Bc | Diff |
| ---- | -------- | --- | - | - | - | - | -- | -- | ---- |
| 1    | Chine    | 3   | 1 | 1 | 0 | 0 | 1  | 0  | +1   |
| 2    | Lettonie | 0   | 1 | 0 | 0 | 1 | 0  | 1  | -1   |

### Chypre

#### Confrontations
Confrontations entre Chypre et la Lettonie en matchs officiels :
|   | Date            | Lieu            | Match             | Score | Compétition  |
| 1 | 12 mars 1996    | Nicosie, Chypre | Chypre - Lettonie | 1-0   | Match amical |
| 2 | 14 février 1997 | Nicosie, Chypre | Chypre - Lettonie | 2-0   | Match amical |

#### Bilan
| Rang | Équipe   | Pts | J | G | N | P | Bp | Bc | Diff |
| ---- | -------- | --- | - | - | - | - | -- | -- | ---- |
| 1    | Chypre   | 6   | 2 | 2 | 0 | 0 | 3  | 0  | +3   |
| 2    | Lettonie | 0   | 2 | 0 | 0 | 2 | 0  | 3  | -3   |

### Corée du Nord

#### Confrontations
Confrontations entre la Corée du Nord et la Lettonie en matchs officiels :
|   | Date             | Lieu              | Match                    | Score | Compétition                    |
| 1 | 26 décembre 2005 | Phuket, Thaïlande | Corée du Nord - Lettonie | 1-1   | King's Cup 2005 (premier tour) |
| 2 | 30 décembre 2005 | Phuket, Thaïlande | Corée du Nord - Lettonie | 1-2   | King's Cup 2005 (finale)       |

#### Bilan
| Rang | Équipe        | Pts | J | G | N | P | Bp | Bc | Diff |
| ---- | ------------- | --- | - | - | - | - | -- | -- | ---- |
| 1    | Lettonie      | 4   | 2 | 1 | 1 | 0 | 3  | 2  | +1   |
| 2    | Corée du Nord | 1   | 2 | 0 | 1 | 1 | 2  | 3  | -1   |

### Corée du Sud

#### Confrontations
Confrontations entre la Corée du Sud et la Lettonie en matchs officiels :
|   | Date             | Lieu            | Match                   | Score | Compétition  |
| 1 | 26 décembre 2005 | Malaga, Espagne | Lettonie - Corée du Sud | 0-1   | Match amical |
| 2 | 3 février 2018   | Aksu, Turquie   | Corée du Sud - Lettonie | 1-0   | Match amical |

#### Bilan
| Rang | Équipe       | Pts | J | G | N | P | Bp | Bc | Diff |
| ---- | ------------ | --- | - | - | - | - | -- | -- | ---- |
| 1    | Corée du Sud | 6   | 2 | 2 | 0 | 0 | 2  | 0  | +2   |
| 2    | Lettonie     | 0   | 2 | 0 | 0 | 2 | 0  | 2  | -2   |

### Croatie

#### Confrontations
Confrontations entre la Croatie et la Lettonie en matchs officiels :
|   | Date             | Lieu            | Match              | Score | Compétition                                                |
| 1 | 24 mars 2001     | Osijek, Croatie | Croatie - Lettonie | 4-1   | Qualification pour la Coupe du monde 2002 (groupe 6)       |
| 2 | 6 juin 2001      | Riga, Lettonie  | Lettonie - Croatie | 0-1   | Qualification pour la Coupe du monde 2002 (groupe 6)       |
| 3 | 3 septembre 2010 | Riga, Lettonie  | Lettonie - Croatie | 0-3   | Qualification pour le Championnat d'Europe 2012 (groupe F) |
| 4 | 11 octobre 2011  | Rijeka, Croatie | Croatie - Lettonie | 2-0   | Qualification pour le Championnat d'Europe 2012 (groupe F) |

#### Bilan
| Rang | Équipe   | Pts | J | G | N | P | Bp | Bc | Diff |
| ---- | -------- | --- | - | - | - | - | -- | -- | ---- |
| 1    | Croatie  | 12  | 4 | 4 | 0 | 0 | 10 | 1  | +9   |
| 2    | Lettonie | 0   | 4 | 0 | 0 | 4 | 1  | 10 | -9   |

## D

### Danemark

#### Confrontations
Confrontations entre le Danemark et la Lettonie en matchs officiels :
|   | Date            | Lieu                 | Match               | Score | Compétition                                                |
| 1 | 26 août 1996    | Riga, Lettonie       | Lettonie - Danemark | 0-0   | Qualification pour la Coupe du monde 1994 (groupe 3)       |
| 2 | 14 avril 1997   | Copenhague, Danemark | Danemark - Lettonie | 2-0   | Qualification pour la Coupe du monde 1994 (groupe 3)       |
| 3 | 6 juin 2007     | Riga, Lettonie       | Lettonie - Danemark | 0-2   | Qualification pour le Championnat d'Europe 2008 (groupe F) |
| 4 | 17 octobre 2007 | Copenhague, Danemark | Danemark - Lettonie | 3-1   | Qualification pour le Championnat d'Europe 2008 (groupe F) |

#### Bilan
| Rang | Équipe   | Pts | J | G | N | P | Bp | Bc | Diff |
| ---- | -------- | --- | - | - | - | - | -- | -- | ---- |
| 1    | Danemark | 10  | 4 | 3 | 1 | 0 | 7  | 1  | +6   |
| 2    | Lettonie | 1   | 4 | 0 | 1 | 3 | 1  | 7  | -6   |

## E

### Écosse

#### Confrontations
Confrontations entre l'Écosse et la Lettonie en matchs officiels :
|   | Date             | Lieu            | Match             | Score | Compétition                                          |
| 1 | 5 octobre 1996   | Riga, Lettonie  | Lettonie - Écosse | 0-2   | Qualification pour la Coupe du monde 1998 (groupe 4) |
| 2 | 11 octobre 1997  | Glasgow, Écosse | Écosse - Lettonie | 2-0   | Qualification pour la Coupe du monde 1998 (groupe 4) |
| 3 | 2 septembre 2000 | Riga, Lettonie  | Lettonie - Écosse | 0-1   | Qualification pour la Coupe du monde 2002 (groupe 6) |
| 4 | 6 octobre 2001   | Glasgow, Écosse | Écosse - Lettonie | 2-1   | Qualification pour la Coupe du monde 2002 (groupe 6) |

#### Bilan
| Rang | Équipe   | Pts | J | G | N | P | Bp | Bc | Diff |
| ---- | -------- | --- | - | - | - | - | -- | -- | ---- |
| 1    | Écosse   | 12  | 4 | 4 | 0 | 0 | 7  | 1  | +6   |
| 2    | Lettonie | 0   | 4 | 0 | 0 | 4 | 1  | 7  | -6   |

### Espagne

#### Confrontations
Confrontations entre l'Espagne et la Lettonie en matchs officiels :
|   | Date              | Lieu             | Match              | Score | Compétition                                                |
| 1 | 23 septembre 1992 | Riga, Lettonie   | Lettonie - Espagne | 0-0   | Qualification pour la Coupe du monde 1994 (groupe 3)       |
| 2 | 16 décembre 1992  | Séville, Espagne | Espagne - Lettonie | 5-0   | Qualification pour la Coupe du monde 1994 (groupe 3)       |
| 3 | 2 juin 2007       | Riga, Lettonie   | Lettonie - Espagne | 0-2   | Qualification pour le Championnat d'Europe 2008 (groupe F) |
| 4 | 12 septembre 2007 | Oviedo, Espagne  | Espagne - Lettonie | 2-0   | Qualification pour le Championnat d'Europe 2008 (groupe F) |

#### Bilan
| Rang | Équipe   | Pts | J | G | N | P | Bp | Bc | Diff |
| ---- | -------- | --- | - | - | - | - | -- | -- | ---- |
| 1    | Espagne  | 10  | 4 | 3 | 1 | 0 | 9  | 0  | +9   |
| 2    | Lettonie | 1   | 4 | 0 | 1 | 3 | 0  | 9  | -9   |

### Estonie

#### Confrontations
Confrontations entre l'Estonie et la Lettonie en matchs officiels :
|    | Date               | Lieu               | Match              | Score                | Compétition                                          |
| 1  | 24 septembre 1922  | Riga, Lettonie     | Lettonie - Estonie | 1-1                  | Match amical                                         |
| 2  | 24 juillet 1923    | Tallinn, Estonie   | Estonie - Lettonie | 1-1                  | Match amical                                         |
| 3  | 18 octobre 1924    | Riga, Lettonie     | Lettonie - Estonie | 2-0                  | Match amical                                         |
| 4  | 26 août 1925       | Tallinn, Estonie   | Estonie - Lettonie | 2-2                  | Match amical                                         |
| 5  | 19 septembre 1926  | Riga, Lettonie     | Lettonie - Estonie | 0-1                  | Match amical                                         |
| 6  | 16 juin 1927       | Tallinn, Estonie   | Estonie - Lettonie | 4-1                  | Match amical                                         |
| 7  | 25 septembre 1927  | Riga, Lettonie     | Lettonie - Estonie | 4-1                  | Match amical                                         |
| 8  | 27 juillet 1928    | Tallinn, Estonie   | Estonie - Lettonie | 0-1                  | Coupe baltique 1928                                  |
| 9  | 23 septembre 1928  | Riga, Lettonie     | Lettonie - Estonie | 1-1                  | Match amical                                         |
| 10 | 16 août 1929       | Riga, Lettonie     | Lettonie - Estonie | 2-2                  | Coupe baltique 1929                                  |
| 11 | 18 septembre 1929  | Tallinn, Estonie   | Estonie - Lettonie | 4-1                  | Match amical                                         |
| 12 | 27 juin 1930       | Tallinn, Estonie   | Estonie - Lettonie | 1-1                  | Match amical                                         |
| 13 | 16 août 1930       | Kaunas, Lituanie   | Lettonie - Estonie | 3-2                  | Coupe baltique 1930                                  |
| 14 | 28 mai 1931        | Riga, Lettonie     | Lettonie - Estonie | 0-1                  | Match amical                                         |
| 15 | 1er septembre 1931 | Tallinn, Estonie   | Estonie - Lettonie | 3-1                  | Coupe baltique 1931                                  |
| 16 | 27 septembre 1931  | Riga, Lettonie     | Lettonie - Estonie | 2-1                  | Match amical                                         |
| 17 | 1er juin 1932      | Tallinn, Estonie   | Estonie - Lettonie | 3-0                  | Match amical                                         |
| 18 | 30 août 1932       | Riga, Lettonie     | Lettonie - Estonie | 1-0                  | Coupe baltique 1932                                  |
| 19 | 28 mai 1933        | Riga, Lettonie     | Lettonie - Estonie | 2-0                  | Match amical                                         |
| 20 | 9 août 1933        | Tallinn, Estonie   | Estonie - Lettonie | 2-1                  | Match amical                                         |
| 21 | 3 septembre 1933   | Kaunas, Lituanie   | Lettonie - Estonie | 1-0                  | Coupe baltique 1933                                  |
| 22 | 12 juin 1935       | Riga, Lettonie     | Lettonie - Estonie | 1-1                  | Match amical                                         |
| 23 | 22 août 1935       | Tallinn, Estonie   | Estonie - Lettonie | 1-1                  | Coupe baltique 1935                                  |
| 24 | 28 mai 1936        | Tallinn, Estonie   | Estonie - Lettonie | 3-4                  | Match amical                                         |
| 25 | 31 août 1936       | Riga, Lettonie     | Lettonie - Estonie | 2-1                  | Coupe baltique 1936                                  |
| 26 | 4 septembre 1937   | Kaunas, Lituanie   | Estonie - Lettonie | 1-1                  | Coupe baltique 1937                                  |
| 27 | 7 septembre 1937   | Kaunas, Lituanie   | Estonie - Lettonie | 0-2                  | Coupe baltique 1937 (match d'appui)                  |
| 28 | 19 septembre 1937  | Riga, Lettonie     | Lettonie - Estonie | 3-1                  | Match amical                                         |
| 29 | 20 juillet 1938    | Tallinn, Estonie   | Estonie - Lettonie | 0-2                  | Match amical                                         |
| 30 | 5 septembre 1938   | Tallinn, Estonie   | Estonie - Lettonie | 1-1                  | Coupe baltique 1938                                  |
| 31 | 27 juillet 1939    | Riga, Lettonie     | Lettonie - Estonie | 3-3                  | Match amical                                         |
| 32 | 18 juillet 1940    | Tallinn, Estonie   | Estonie - Lettonie | 2-1                  | Match amical                                         |
| 33 | 8 septembre 1940   | Riga, Lettonie     | Lettonie - Estonie | 2-2                  | Coupe baltique 1940                                  |
| 34 | 3 août 1942        | Riga, Lettonie     | Lettonie - Estonie | 4-0                  | Match amical                                         |
| 35 | 18 août 1942       | Tallinn, Estonie   | Estonie - Lettonie | 1-8                  | Match amical                                         |
| 36 | 28 septembre 1948  | Riga, Lettonie     | Lettonie - Estonie | 1-1                  | Coupe baltique 1948                                  |
| 37 | 24 octobre 1949    | Kaunas, Lituanie   | Lettonie - Estonie | 2-1                  | Coupe baltique 1949                                  |
| 38 | 16 novembre 1991   | Klaipėda, Lituanie | Lettonie - Estonie | 2-0                  | Coupe baltique 1991                                  |
| 39 | 15 juillet 1992    | Liepāja, Lettonie  | Lettonie - Estonie | 2-1                  | Coupe baltique 1992                                  |
| 40 | 21 février 1993    | Helsinki, Finlande | Lettonie - Estonie | 2-0                  | Match amical                                         |
| 41 | 2 juillet 1993     | Pärnu, Estonie     | Lettonie - Estonie | 2-0                  | Coupe baltique 1993                                  |
| 42 | 30 juillet 1994    | Vilnius, Lituanie  | Lettonie - Estonie | 2-0                  | Coupe baltique 1994                                  |
| 43 | 6 novembre 1994    | Riga, Lettonie     | Lettonie - Estonie | 0-0                  | Match amical                                         |
| 44 | 19 mai 1995        | Riga, Lettonie     | Lettonie - Estonie | 2-0                  | Coupe baltique 1995                                  |
| 45 | 7 juillet 1996     | Narva, Estonie     | Estonie - Lettonie | 1-1                  | Coupe baltique 1996                                  |
| 46 | 18 mai 1997        | Tallinn, Estonie   | Estonie - Lettonie | 1-3                  | Qualification pour la Coupe du monde 1998 (groupe 4) |
| 47 | 10 juillet 1997    | Vilnius, Lituanie  | Estonie - Lettonie | 1-2                  | Coupe baltique 1997                                  |
| 48 | 6 septembre 1997   | Riga, Lettonie     | Lettonie - Estonie | 1-0                  | Qualification pour la Coupe du monde 1998 (groupe 4) |
| 49 | 25 juin 1998       | Valga, Estonie     | Estonie - Lettonie | 0-2                  | Coupe baltique 1998                                  |
| 50 | 3 juillet 2001     | Riga, Lettonie     | Lettonie - Estonie | 3-1                  | Coupe baltique 2001                                  |
| 51 | 5 juillet 2003     | Tallinn, Estonie   | Estonie - Lettonie | 0-0                  | Coupe baltique 2003                                  |
| 52 | 13 octobre 2004    | Riga, Lettonie     | Lettonie - Estonie | 2-2                  | Qualification pour la Coupe du monde 2006 (groupe 3) |
| 53 | 3 septembre 2005   | Tallinn, Estonie   | Estonie - Lettonie | 2-1                  | Qualification pour la Coupe du monde 2006 (groupe 3) |
| 54 | 30 mai 2008        | Riga, Lettonie     | Lettonie - Estonie | 1-0                  | Match amical                                         |
| 55 | 12 novembre 2008   | Tallinn, Estonie   | Estonie - Lettonie | 1-1                  | Match amical                                         |
| 56 | 19 juin 2010       | Kaunas, Lituanie   | Estonie - Lettonie | 0-0                  | Match amical                                         |
| 57 | 14 août 2013       | Tallinn, Estonie   | Estonie - Lettonie | 1-1                  | Match amical                                         |
| 58 | 29 mai 2014        | Liepāja, Lituanie  | Lettonie - Estonie | 0-0 (4-2 aux t.a.b.) | Coupe baltique 2014 (demi-finale)                    |
| 59 | 4 juin 2016        | Tallinn, Estonie   | Estonie - Lettonie | 0-0                  | Coupe baltique 2016                                  |
| 60 | 12 juin 2017       | Riga, Lettonie     | Lettonie - Estonie | 1-2                  | Match amical                                         |

#### Bilan
| Rang | Équipe   | Pts | J  | G  | N  | P  | Bp | Bc | Diff |
| ---- | -------- | --- | -- | -- | -- | -- | -- | -- | ---- |
| 1    | Lettonie | 106 | 60 | 28 | 22 | 10 | 96 | 61 | +35  |
| 2    | Estonie  | 52  | 60 | 10 | 22 | 28 | 61 | 96 | -35  |

### États-Unis

#### Confrontations
Confrontations entre les États-Unis et la Lettonie en matchs officiels :
|   | Date        | Lieu                 | Match                 | Score | Compétition  |
| 1 | 28 mai 2006 | Hartford, États-Unis | États-Unis - Lettonie | 1-0   | Match amical |

#### Bilan
| Rang | Équipe     | Pts | J | G | N | P | Bp | Bc | Diff |
| ---- | ---------- | --- | - | - | - | - | -- | -- | ---- |
| 1    | États-Unis | 3   | 1 | 1 | 0 | 0 | 1  | 0  | +1   |
| 2    | Lettonie   | 0   | 1 | 0 | 0 | 1 | 0  | 1  | -1   |

## F

### Finlande

#### Confrontations
Confrontations entre la Finlande et la Lettonie en matchs officiels :
|    | Date              | Lieu               | Match               | Score                | Compétition                          |
| 1  | 14 août 1924      | Riga, Lettonie     | Lettonie - Finlande | 0-2                  | Match amical                         |
| 2  | 9 août 1925       | Helsinki, Finlande | Finlande - Lettonie | 3-1                  | Match amical                         |
| 3  | 12 août 1926      | Riga, Lettonie     | Lettonie - Finlande | 1-4                  | Match amical                         |
| 4  | 11 septembre 1927 | Helsinki, Finlande | Finlande - Lettonie | 3-1                  | Match amical                         |
| 5  | 19 août 1928      | Riga, Lettonie     | Lettonie - Finlande | 2-1                  | Match amical                         |
| 6  | 15 septembre 1929 | Helsinki, Finlande | Finlande - Lettonie | 3-1                  | Match amical                         |
| 7  | 4 août 1930       | Riga, Lettonie     | Lettonie - Finlande | 3-0                  | Match amical                         |
| 8  | 19 août 1931      | Helsinki, Finlande | Finlande - Lettonie | 4-0                  | Match amical                         |
| 9  | 14 août 1934      | Riga, Lettonie     | Lettonie - Finlande | 1-1                  | Match amical                         |
| 10 | 5 juin 1935       | Helsinki, Finlande | Finlande - Lettonie | 4-1                  | Match amical                         |
| 11 | 24 septembre 1939 | Helsinki, Finlande | Finlande - Lettonie | 0-3                  | Match amical                         |
| 12 | 14 août 1996      | Riga, Lettonie     | Lettonie - Finlande | 0-0                  | Match amical                         |
| 13 | 4 juin 2000       | Riga, Lettonie     | Lettonie - Finlande | 1-0                  | Match amical                         |
| 14 | 22 mai 2002       | Helsinki, Finlande | Finlande - Lettonie | 2-1                  | Match amical                         |
| 15 | 8 février 2005    | Nicosie, Chypre    | Lettonie - Finlande | 1-2                  | Tournoi de Chypre 2005 (demi-finale) |
| 16 | 10 août 2011      | Riga, Lettonie     | Lettonie - Finlande | 0-2                  | Match amical                         |
| 17 | 3 juin 2012       | Rakvere, Estonie   | Finlande - Lettonie | 1-1 (5-6 aux t.a.b.) | Coupe baltique 2012 (finale)         |

#### Bilan
| Rang | Équipe   | Pts | J  | G  | N | P  | Bp | Bc | Diff |
| ---- | -------- | --- | -- | -- | - | -- | -- | -- | ---- |
| 1    | Finlande | 33  | 17 | 10 | 3 | 4  | 32 | 18 | +14  |
| 2    | Lettonie | 15  | 17 | 4  | 3 | 10 | 18 | 32 | -14  |

### France

#### Confrontations
Confrontations entre la France et la Lettonie en matchs officiels :
|   | Date        | Lieu               | Match             | Score | Compétition                                   |
| 1 | 27 mai 1924 | Saint-Ouen, France | France - Lettonie | 7-0   | Jeux olympiques d'été de 1924 (deuxième tour) |

#### Bilan
| Rang | Équipe   | Pts | J | G | N | P | Bp | Bc | Diff |
| ---- | -------- | --- | - | - | - | - | -- | -- | ---- |
| 1    | France   | 3   | 1 | 1 | 0 | 0 | 7  | 0  | +7   |
| 2    | Lettonie | 0   | 1 | 0 | 0 | 1 | 0  | 7  | -7   |

## G

### Géorgie

#### Confrontations
Confrontations entre la Géorgie et la Lettonie en matchs officiels :
| N° | Date             | Lieu              | Match              | Score | Compétition                                                |
| 1  | 26 juin 1994     | Riga, Lettonie    | Lettonie - Géorgie | 1-3   | Match amical                                               |
| 2  | 6 février 1998   | L-Imdina, Malte   | Géorgie - Lettonie | 2-1   | Tournoi international de Malte 1998                        |
| 3  | 10 octobre 1998  | Riga, Lettonie    | Lettonie - Géorgie | 1-0   | Qualification pour le Championnat d'Europe 2000 (groupe 2) |
| 4  | 8 septembre 1999 | Tbilissi, Géorgie | Géorgie - Lettonie | 2-2   | Qualification pour le Championnat d'Europe 2000 (groupe 2) |
| 5  | 6 février 2008   | Tbilissi, Géorgie | Géorgie - Lettonie | 1-3   | Match amical                                               |
| 6  | 12 octobre 2010  | Riga, Lettonie    | Lettonie - Géorgie | 1-1   | Qualification pour le Championnat d'Europe 2012 (groupe B) |
| 7  | 2 septembre 2011 | Tbilissi, Géorgie | Géorgie - Lettonie | 0-1   | Qualification pour le Championnat d'Europe 2012 (groupe B) |
| 8  | 28 mars 2017     | Tbilissi, Géorgie | Géorgie - Lettonie | 5-0   | Match amical                                               |
| 9  | 9 septembre 2018 | Tbilissi, Géorgie | Géorgie - Lettonie | 1-0   | Ligue des nations 2018-2019 (Ligue D)                      |
| 10 | 16 octobre 2018  | Riga, Lettonie    | Lettonie - Géorgie | 0-3   | Ligue des nations 2018-2019 (Ligue D)                      |

#### Bilan
| Rang | Équipe   | Pts | J  | G | N | P | Bp | Bc | Diff |
| ---- | -------- | --- | -- | - | - | - | -- | -- | ---- |
| 1    | Géorgie  | 17  | 10 | 5 | 2 | 3 | 18 | 10 | +8   |
| 2    | Lettonie | 11  | 10 | 3 | 2 | 5 | 10 | 18 | -8   |

### Ghana

#### Confrontations
Confrontations entre le Ghana et la Lettonie en matchs officiels :
|   | Date        | Lieu                      | Match            | Score | Compétition  |
| 1 | 5 juin 2010 | Milton Keynes, Angleterre | Ghana - Lettonie | 1-0   | Match amical |

#### Bilan
| Rang | Équipe   | Pts | J | G | N | P | Bp | Bc | Diff |
| ---- | -------- | --- | - | - | - | - | -- | -- | ---- |
| 1    | Ghana    | 3   | 1 | 1 | 0 | 0 | 1  | 0  | +1   |
| 2    | Lettonie | 0   | 1 | 0 | 0 | 1 | 0  | 1  | -1   |

### Gibraltar

#### Confrontations
Confrontations entre Gibraltar et la Lettonie en matchs officiels :
|   | Date         | Lieu                 | Match                | Score | Compétition  |
| 1 | 25 mars 2018 | Gibraltar, Gibraltar | Gibraltar - Lettonie | 1-0   | Match amical |

#### Bilan
| Rang | Équipe    | Pts | J | G | N | P | Bp | Bc | Diff |
| ---- | --------- | --- | - | - | - | - | -- | -- | ---- |
| 1    | Gibraltar | 3   | 1 | 1 | 0 | 0 | 1  | 0  | +1   |
| 2    | Lettonie  | 0   | 1 | 0 | 0 | 1 | 0  | 1  | -1   |

### Grèce

#### Confrontations
Confrontations entre la Grèce et la Lettonie en matchs officiels :
|   | Date              | Lieu           | Match            | Score | Compétition                                                |
| 1 | 31 mars 1999      | Riga, Lettonie | Lettonie - Grèce | 0-0   | Qualification pour le Championnat d'Europe 2000 (groupe 2) |
| 2 | 9 juin 1999       | Athènes, Grèce | Grèce - Lettonie | 1-2   | Qualification pour le Championnat d'Europe 2000 (groupe 2) |
| 3 | 10 septembre 2008 | Riga, Lettonie | Lettonie - Grèce | 0-2   | Qualification pour la Coupe du monde 2010 (groupe 2)       |
| 4 | 10 octobre 2009   | Athènes, Grèce | Grèce - Lettonie | 5-2   | Qualification pour la Coupe du monde 2010 (groupe 2)       |
| 5 | 8 octobre 2010    | Athènes, Grèce | Grèce - Lettonie | 1-0   | Qualification pour le Championnat d'Europe 2012 (groupe B) |
| 6 | 6 septembre 2011  | Riga, Lettonie | Lettonie - Grèce | 1-1   | Qualification pour le Championnat d'Europe 2012 (groupe B) |
| 7 | 7 septembre 2012  | Riga, Lettonie | Lettonie - Grèce | 1-2   | Qualification pour la Coupe du monde 2014 (groupe G)       |
| 8 | 10 septembre 2013 | Athènes, Grèce | Grèce - Lettonie | 1-0   | Qualification pour la Coupe du monde 2014 (groupe G)       |

#### Bilan
| Rang | Équipe   | Pts | J | G | N | P | Bp | Bc | Diff |
| ---- | -------- | --- | - | - | - | - | -- | -- | ---- |
| 1    | Grèce    | 17  | 8 | 5 | 2 | 1 | 13 | 6  | +7   |
| 2    | Lettonie | 5   | 8 | 1 | 2 | 5 | 6  | 13 | -7   |

## H

### Honduras

#### Confrontations
Confrontations entre le Honduras et la Lettonie en matchs officiels :
|   | Date             | Lieu                  | Match               | Score | Compétition  |
| 1 | 14 novembre 2009 | Tegucigalpa, Honduras | Honduras - Lettonie | 2-1   | Match amical |

#### Bilan
| Rang | Équipe   | Pts | J | G | N | P | Bp | Bc | Diff |
| ---- | -------- | --- | - | - | - | - | -- | -- | ---- |
| 1    | Honduras | 3   | 1 | 1 | 0 | 0 | 2  | 1  | +1   |
| 2    | Lettonie | 0   | 1 | 0 | 0 | 1 | 1  | 2  | -1   |

### Hongrie

#### Confrontations
Confrontations entre la Hongrie et la Lettonie en matchs officiels :
|   | Date              | Lieu              | Match              | Score | Compétition                                                |
| 1 | 8 mars 1995       | Budapest, Hongrie | Hongrie - Lettonie | 3-1   | Match amical                                               |
| 2 | 7 juin 2003       | Budapest, Hongrie | Hongrie - Lettonie | 3-1   | Qualification pour le Championnat d'Europe 2004 (groupe 4) |
| 3 | 10 septembre 2003 | Riga, Lettonie    | Lettonie - Hongrie | 3-1   | Qualification pour le Championnat d'Europe 2004 (groupe 4) |
| 4 | 19 février 2004   | Limassol, Chypre  | Lettonie - Hongrie | 1-2   | Match amical                                               |
| 5 | 7 février 2007    | Limassol, Chypre  | Lettonie - Hongrie | 0-2   | Match amical                                               |
| 6 | 10 octobre 2016   | Riga, Lettonie    | Lettonie - Hongrie | 0-2   | Qualification pour la Coupe du monde 2018 (groupe B)       |
| 7 | 31 août 2017      | Budapest, Hongrie | Hongrie - Lettonie | 3-1   | Qualification pour la Coupe du monde 2018 (groupe B)       |

#### Bilan
| Rang | Équipe   | Pts | J | G | N | P | Bp | Bc | Diff |
| ---- | -------- | --- | - | - | - | - | -- | -- | ---- |
| 1    | Hongrie  | 18  | 7 | 6 | 0 | 1 | 16 | 7  | +9   |
| 2    | Lettonie | 3   | 7 | 1 | 0 | 6 | 7  | 16 | -9   |

## I

### Îles Féroé

#### Confrontations
Confrontations entre les îles Féroé et la Lettonie en matchs officiels :
|   | Date            | Lieu                            | Match                 | Score | Compétition                                          |
| 1 | 7 octobre 2016  | Riga, Lettonie                  | Lettonie - Îles Féroé | 0-2   | Qualification pour la Coupe du monde 2018 (groupe B) |
| 2 | 7 octobre 2017  | Torshavn, Îles Féroé            | Îles Féroé - Lettonie | 0-0   | Qualification pour la Coupe du monde 2018 (groupe B) |
| 3 | 22 mars 2018    | San Pedro de Alcántara, Espagne | Îles Féroé - Lettonie | 1-1   | Match amical                                         |
| 4 | 10 octobre 2020 | Torshavn, Îles Féroé            | Îles Féroé - Lettonie | 1-1   | Ligue des nations 2020-2021 (Ligue D)                |

#### Bilan
| Rang | Équipe     | Pts | J | G | N | P | Bp | Bc | Diff |
| ---- | ---------- | --- | - | - | - | - | -- | -- | ---- |
| 1    | Îles Féroé | 6   | 4 | 1 | 3 | 0 | 4  | 2  | +2   |
| 2    | Lettonie   | 3   | 4 | 0 | 3 | 1 | 2  | 4  | -2   |

### Irlande

#### Confrontations
Confrontations entre l'Irlande et la Lettonie en matchs officiels :
|   | Date             | Lieu              | Match              | Score | Compétition                                                |
| 1 | 9 septembre 1992 | Dublin, Irlande   | Irlande - Lettonie | 4-0   | Qualification pour la Coupe du monde 1994 (groupe 3)       |
| 2 | 9 juin 1993      | Riga, Lettonie    | Lettonie - Irlande | 0-2   | Qualification pour la Coupe du monde 1994 (groupe 3)       |
| 3 | 7 septembre 1994 | Liepāja, Lettonie | Lettonie - Irlande | 0-3   | Qualification pour le Championnat d'Europe 1996 (groupe 6) |
| 4 | 11 octobre 1995  | Dublin, Irlande   | Irlande - Lettonie | 2-1   | Qualification pour le Championnat d'Europe 1996 (groupe 6) |
| 5 | 15 novembre 2013 | Dublin, Irlande   | Irlande - Lettonie | 3-0   | Match amical                                               |

#### Bilan
| Rang | Équipe               | Pts | J | G | N | P | Bp | Bc | Diff |
| ---- | -------------------- | --- | - | - | - | - | -- | -- | ---- |
| 1    | République d'Irlande | 15  | 5 | 5 | 0 | 0 | 14 | 1  | +13  |
| 2    | Lettonie             | 0   | 5 | 0 | 0 | 5 | 1  | 14 | -13  |

### Irlande du Nord

#### Confrontations
Confrontations entre l'Irlande du Nord et la Lettonie en matchs officiels :
|   | Date             | Lieu                     | Match                      | Score | Compétition                                                |
| 1 | 2 juin 1993      | Riga, Lettonie           | Lettonie - Irlande du Nord | 1-2   | Qualification pour la Coupe du monde 1994 (groupe 3)       |
| 2 | 8 septembre 1993 | Belfast, Irlande du Nord | Irlande du Nord - Lettonie | 2-0   | Qualification pour la Coupe du monde 1994 (groupe 3)       |
| 3 | 26 avril 1995    | Liepāja, Lettonie        | Lettonie - Irlande du Nord | 0-1   | Qualification pour le Championnat d'Europe 1996 (groupe 6) |
| 4 | 7 juin 1995      | Belfast, Irlande du Nord | Irlande du Nord - Lettonie | 1-2   | Qualification pour le Championnat d'Europe 1996 (groupe 6) |
| 5 | 11 octobre 2006  | Belfast, Irlande du Nord | Irlande du Nord - Lettonie | 1-0   | Qualification pour le Championnat d'Europe 2008 (groupe F) |
| 6 | 8 septembre 2007 | Riga, Lettonie           | Lettonie - Irlande du Nord | 1-0   | Qualification pour le Championnat d'Europe 2008 (groupe F) |
| 7 | 13 novembre 2015 | Belfast, Irlande du Nord | Irlande du Nord - Lettonie | 1-0   | Match amical                                               |

#### Bilan
| Rang | Équipe          | Pts | J | G | N | P | Bp | Bc | Diff |
| ---- | --------------- | --- | - | - | - | - | -- | -- | ---- |
| 1    | Irlande du Nord | 15  | 7 | 5 | 0 | 2 | 8  | 4  | +4   |
| 2    | Lettonie        | 6   | 7 | 2 | 0 | 5 | 4  | 8  | -4   |

### Islande

#### Confrontations
Confrontations entre l'Islande et la Lettonie en matchs officiels :
|   | Date            | Lieu               | Match              | Score | Compétition                                                |
| 1 | 19 août 1998    | Reykjavik, Islande | Islande - Lettonie | 4-1   | Match amical                                               |
| 2 | 28 avril 2004   | Riga, Lettonie     | Lettonie - Islande | 0-0   | Match amical                                               |
| 3 | 7 octobre 2006  | Riga, Lettonie     | Lettonie - Islande | 4-0   | Qualification pour le Championnat d'Europe 2008 (groupe F) |
| 4 | 13 octobre 2007 | Reykjavik, Islande | Islande - Lettonie | 2-4   | Qualification pour le Championnat d'Europe 2008 (groupe F) |
| 5 | 10 octobre 2014 | Riga, Lettonie     | Lettonie - Islande | 0-3   | Qualification pour le Championnat d'Europe 2016 (groupe A) |
| 6 | 10 octobre 2015 | Reykjavik, Islande | Islande - Lettonie | 2-2   | Qualification pour le Championnat d'Europe 2016 (groupe A) |

#### Bilan
| Rang | Équipe   | Pts | J | G | N | P | Bp | Bc | Diff |
| ---- | -------- | --- | - | - | - | - | -- | -- | ---- |
| 1    | Islande  | 8   | 6 | 2 | 2 | 2 | 11 | 11 | 0    |
| 2    | Lettonie | 8   | 6 | 2 | 2 | 2 | 11 | 11 | 0    |

### Israël

#### Confrontations
Confrontations entre l'Israël et la Lettonie en matchs officiels :
|   | Date             | Lieu               | Match             | Score | Compétition                                                |
| 1 | 17 mai 1998      | Riga, Lettonie     | Lettonie - Israël | 1-5   | Match amical                                               |
| 2 | 24 février 1999  | Jérusalem, Israël  | Israël - Lettonie | 2-0   | Match amical                                               |
| 3 | 15 octobre 2008  | Riga, Lettonie     | Lettonie - Israël | 1-1   | Qualification pour la Coupe du monde 2010 (groupe 2)       |
| 4 | 5 septembre 2009 | Tel-Aviv, Israël   | Israël - Lettonie | 0-1   | Qualification pour la Coupe du monde 2010 (groupe 2)       |
| 5 | 26 mars 2011     | Jaffa, Israël      | Israël - Lettonie | 2-1   | Qualification pour le Championnat d'Europe 2012 (groupe F) |
| 6 | 4 juin 2011      | Riga, Lettonie     | Lettonie - Israël | 1-2   | Qualification pour le Championnat d'Europe 2012 (groupe F) |
| 7 | 7 juin 2019      | Riga, Lettonie     | Lettonie - Israël | 0-3   | Qualification pour le Championnat d'Europe 2020 (groupe G) |
| 8 | 13 octobre 2019  | Beer-Sheva, Israël | Israël - Lettonie | 3-1   | Qualification pour le Championnat d'Europe 2020 (groupe G) |

#### Bilan
| Rang | Équipe   | Pts | J | G | N | P | Bp | Bc | Diff |
| ---- | -------- | --- | - | - | - | - | -- | -- | ---- |
| 1    | Israël   | 19  | 8 | 6 | 1 | 1 | 18 | 6  | +12  |
| 2    | Lettonie | 4   | 8 | 1 | 1 | 6 | 6  | 18 | -12  |

## J

### Japon

#### Confrontations
Confrontations entre le Japon et la Lettonie en matchs officiels :
|   | Date           | Lieu           | Match            | Score | Compétition  |
| 1 | 8 octobre 2005 | Riga, Lettonie | Lettonie - Japon | 2-2   | Match amical |
| 2 | 6 février 2013 | Kobe, Japon    | Japon - Lettonie | 3-0   | Match amical |

#### Bilan
| Rang | Équipe   | Pts | J | G | N | P | Bp | Bc | Diff |
| ---- | -------- | --- | - | - | - | - | -- | -- | ---- |
| 1    | Japon    | 4   | 2 | 1 | 1 | 0 | 5  | 2  | +3   |
| 2    | Lettonie | 1   | 2 | 0 | 1 | 1 | 2  | 5  | -3   |

## K

### Kazakhstan

#### Confrontations
Confrontations entre le Kazakhstan et la Lettonie en matchs officiels :
|   | Date             | Lieu                | Match                 | Score | Compétition                                                |
| 1 | 17 avril 2002    | Ventspils, Lettonie | Lettonie - Kazakhstan | 2-1   | Match amical                                               |
| 2 | 18 février 2004  | Larnaca, Chypre     | Lettonie - Kazakhstan | 3-1   | Match amical                                               |
| 3 | 29 février 2012  | Antalya, Turquie    | Lettonie - Kazakhstan | 0-0   | Match amical                                               |
| 4 | 9 septembre 2014 | Astana, Kazakhstan  | Kazakhstan - Lettonie | 0-0   | Qualification pour le Championnat d'Europe 2016 (groupe A) |
| 5 | 13 octobre 2015  | Riga, Lettonie      | Lettonie - Kazakhstan | 0-1   | Qualification pour le Championnat d'Europe 2016 (groupe A) |
| 6 | 13 octobre 2018  | Riga, Lettonie      | Lettonie - Kazakhstan | 1-1   | Ligue des nations 2018-2019 (Ligue D)                      |
| 7 | 15 novembre 2018 | Astana, Kazakhstan  | Kazakhstan - Lettonie | 1-1   | Ligue des nations 2018-2019 (Ligue D)                      |

#### Bilan
| Rang | Équipe     | Pts | J | G | N | P | Bp | Bc | Diff |
| ---- | ---------- | --- | - | - | - | - | -- | -- | ---- |
| 1    | Lettonie   | 10  | 7 | 2 | 4 | 1 | 7  | 5  | +2   |
| 2    | Kazakhstan | 7   | 7 | 1 | 4 | 2 | 5  | 7  | -2   |

### Kosovo

#### Confrontations
Confrontations entre le Kosovo et la Lettonie en matchs officiels :
|   | Date             | Lieu              | Match             | Score | Compétition  |
| 1 | 13 novembre 2017 | Mitrovica, Kosovo | Kosovo - Lettonie | 4-3   | Match amical |

#### Bilan
| Rang | Équipe   | Pts | J | G | N | P | Bp | Bc | Diff |
| ---- | -------- | --- | - | - | - | - | -- | -- | ---- |
| 1    | Kosovo   | 3   | 1 | 1 | 0 | 0 | 4  | 3  | +1   |
| 2    | Lettonie | 0   | 1 | 0 | 0 | 1 | 3  | 4  | -1   |

### Koweït

#### Confrontations
Confrontations entre le Koweït et la Lettonie en matchs officiels :
|   | Date             | Lieu            | Match             | Score | Compétition  |
| 1 | 20 décembre 2003 | Larnaca, Chypre | Koweït - Lettonie | 2-0   | Match amical |

#### Bilan
| Rang | Équipe   | Pts | J | G | N | P | Bp | Bc | Diff |
| ---- | -------- | --- | - | - | - | - | -- | -- | ---- |
| 1    | Koweït   | 3   | 1 | 1 | 0 | 0 | 2  | 0  | +2   |
| 2    | Lettonie | 0   | 1 | 0 | 0 | 1 | 0  | 2  | -2   |

## L

### Liechtenstein

#### Confrontations
Confrontations entre le Liechtenstein et la Lettonie en matchs officiels :
|   | Date             | Lieu                  | Match                    | Score | Compétition                                                |
| 1 | 15 novembre 1994 | Eschen, Liechtenstein | Liechtenstein - Lettonie | 0-1   | Qualification pour le Championnat d'Europe 1996 (groupe 6) |
| 2 | 6 septembre 1995 | Liepāja, Lettonie     | Lettonie - Liechtenstein | 1-0   | Qualification pour le Championnat d'Europe 1996 (groupe 6) |
| 3 | 28 février 2001  | Vaduz, Liechtenstein  | Liechtenstein - Lettonie | 0-2   | Match amical                                               |
| 4 | 17 novembre 2004 | Vaduz, Liechtenstein  | Liechtenstein - Lettonie | 1-3   | Qualification pour la Coupe du monde 2006 (groupe 3)       |
| 5 | 8 juin 2005      | Riga, Lettonie        | Lettonie - Liechtenstein | 1-0   | Qualification pour la Coupe du monde 2006 (groupe 3)       |
| 6 | 28 mars 2007     | Vaduz, Liechtenstein  | Liechtenstein - Lettonie | 1-0   | Qualification pour le Championnat d'Europe 2008 (groupe F) |
| 7 | 17 novembre 2007 | Riga, Lettonie        | Lettonie - Liechtenstein | 4-1   | Qualification pour le Championnat d'Europe 2008 (groupe F) |
| 8 | 16 octobre 2012  | Riga, Lettonie        | Lettonie - Liechtenstein | 2-0   | Qualification pour la Coupe du monde 2014 (groupe G)       |
| 9 | 22 mars 2013     | Vaduz, Liechtenstein  | Liechtenstein - Lettonie | 1-1   | Qualification pour la Coupe du monde 2014 (groupe G)       |

#### Bilan
| Rang | Équipe        | Pts | J | G | N | P | Bp | Bc | Diff |
| ---- | ------------- | --- | - | - | - | - | -- | -- | ---- |
| 1    | Lettonie      | 22  | 9 | 7 | 1 | 1 | 15 | 4  | +11  |
| 2    | Liechtenstein | 4   | 9 | 1 | 1 | 7 | 4  | 15 | -11  |

### Lituanie

#### Confrontations
Confrontations entre la Lituanie et la Lettonie en matchs officiels :
|    | Date               | Lieu               | Match               | Score | Compétition                                                         |
| 1  | 16 août 1924       | Vilnius, Lituanie  | Lituanie - Lettonie | 2-4   | Match amical                                                        |
| 2  | 20 septembre 1925  | Riga, Lettonie     | Lettonie - Lituanie | 2-2   | Match amical                                                        |
| 3  | 21 août 1926       | Vilnius, Lituanie  | Lituanie - Lettonie | 2-3   | Match amical                                                        |
| 4  | 27 juillet 1927    | Riga, Lettonie     | Lettonie - Lituanie | 6-3   | Match amical                                                        |
| 5  | 25 juillet 1928    | Tallinn, Estonie   | Lettonie - Lituanie | 3-0   | Coupe baltique 1928                                                 |
| 6  | 1er septembre 1928 | Kaunas, Lituanie   | Lituanie - Lettonie | 1-1   | Match amical                                                        |
| 7  | 14 août 1929       | Riga, Lettonie     | Lettonie - Lituanie | 3-1   | Coupe baltique 1929                                                 |
| 8  | 17 août 1930       | Kaunas, Lituanie   | Lituanie - Lettonie | 3-3   | Coupe baltique 1930                                                 |
| 9  | 30 juin 1931       | Riga, Lettonie     | Lettonie - Lituanie | 5-2   | Match amical                                                        |
| 10 | 31 août 1931       | Tallinn, Estonie   | Lituanie - Lettonie | 0-1   | Coupe baltique 1931                                                 |
| 11 | 29 juin 1932       | Vilnius, Lituanie  | Lituanie - Lettonie | 2-3   | Match amical                                                        |
| 12 | 24 juillet 1932    | Riga, Lettonie     | Lettonie - Lituanie | 2-1   | Match amical                                                        |
| 13 | 28 août 1932       | Riga, Lettonie     | Lettonie - Lituanie | 4-1   | Coupe baltique 1932                                                 |
| 14 | 11 septembre 1932  | Vilnius, Lituanie  | Lituanie - Lettonie | 1-0   | Match amical                                                        |
| 15 | 12 juin 1933       | Riga, Lettonie     | Lettonie - Lituanie | 6-2   | Match amical                                                        |
| 16 | 4 septembre 1933   | Vilnius, Lituanie  | Lituanie - Lettonie | 2-2   | Coupe baltique 1933                                                 |
| 17 | 10 juin 1934       | Vilnius, Lituanie  | Lituanie - Lettonie | 2-0   | Match amical                                                        |
| 18 | 9 septembre 1934   | Riga, Lettonie     | Lettonie - Lituanie | 1-3   | Coupe baltique 1934                                                 |
| 19 | 30 mai 1935        | Riga, Lettonie     | Lettonie - Lituanie | 6-1   | Match amical                                                        |
| 20 | 21 août 1935       | Tallinn, Estonie   | Lettonie - Lituanie | 2-2   | Coupe baltique 1935                                                 |
| 21 | 8 septembre 1935   | Vilnius, Lituanie  | Lituanie - Lettonie | 2-2   | Match amical                                                        |
| 22 | 14 juin 1936       | Vilnius, Lituanie  | Lituanie - Lettonie | 1-5   | Match amical                                                        |
| 23 | 29 août 1936       | Riga, Lettonie     | Lettonie - Lituanie | 2-1   | Coupe baltique 1936                                                 |
| 24 | 29 juillet 1937    | Riga, Lettonie     | Lettonie - Lituanie | 4-2   | Qualification pour la Coupe du monde 1938 (groupe 8 - premier tour) |
| 25 | 3 septembre 1937   | Kaunas, Lituanie   | Lituanie - Lettonie | 1-5   | Qualification pour la Coupe du monde 1938 (groupe 8 - premier tour) |
| 26 | 17 mai 1938        | Riga, Lettonie     | Lettonie - Lituanie | 2-0   | Match amical                                                        |
| 27 | 4 septembre 1938   | Tallinn, Estonie   | Lettonie - Lituanie | 1-1   | Coupe baltique 1938                                                 |
| 28 | 6 septembre 1940   | Riga, Lettonie     | Lettonie - Lituanie | 1-0   | Coupe baltique 1940                                                 |
| 29 | 13 octobre 1940    | Vilnius, Lituanie  | Lituanie - Lettonie | 4-3   | Match amical                                                        |
| 30 | 30 juin 1945       | Riga, Lettonie     | Lettonie - Lituanie | 3-7   | Match amical                                                        |
| 31 | 28 septembre 1947  | Riga, Lettonie     | Lettonie - Lituanie | 3-2   | Match amical                                                        |
| 32 | 5 octobre 1947     | Vilnius, Lituanie  | Lituanie - Lettonie | 0-3   | Match amical                                                        |
| 33 | 26 septembre 1948  | Riga, Lettonie     | Lettonie - Lituanie | 0-1   | Coupe baltique 1948                                                 |
| 34 | 25 octobre 1949    | Vilnius, Lituanie  | Lituanie - Lettonie | 1-0   | Coupe baltique 1949                                                 |
| 35 | 17 novembre 1991   | Klaipėda, Lituanie | Lituanie - Lettonie | 1-1   | Coupe baltique 1991                                                 |
| 36 | 17 juillet 1992    | Liepāja, Lettonie  | Lettonie - Lituanie | 2-3   | Coupe baltique 1992                                                 |
| 37 | 12 août 1992       | Riga, Lettonie     | Lettonie - Lituanie | 1-2   | Qualification pour la Coupe du monde 1994 (groupe 3)                |
| 38 | 28 octobre 1992    | Vilnius, Lituanie  | Lituanie - Lettonie | 1-1   | Qualification pour la Coupe du monde 1994 (groupe 3)                |
| 39 | 20 février 1993    | Helsinki, Finlande | Lituanie - Lettonie | 2-1   | Match amical                                                        |
| 40 | 3 juillet 1993     | Pärnu, Estonie     | Lettonie - Lituanie | 0-0   | Coupe baltique 1993                                                 |
| 41 | 31 juillet 1994    | Vilnius, Lituanie  | Lituanie - Lettonie | 1-0   | Coupe baltique 1994                                                 |
| 42 | 21 mai 1995        | Riga, Lettonie     | Lettonie - Lituanie | 2-0   | Coupe baltique 1995                                                 |
| 43 | 8 juillet 1996     | Narva, Estonie     | Lituanie - Lettonie | 2-1   | Coupe baltique 1996                                                 |
| 44 | 15 février 1997    | Derýnia, Chypre    | Lettonie - Lituanie | 1-0   | Match amical                                                        |
| 45 | 11 juillet 1997    | Vilnius, Lituanie  | Lituanie - Lettonie | 1-0   | Coupe baltique 1997                                                 |
| 46 | 21 avril 1998      | Liepāja, Lettonie  | Lettonie - Lituanie | 1-2   | Coupe baltique 1998                                                 |
| 47 | 6 février 2000     | Larnaca, Chypre    | Lituanie - Lettonie | 2-1   | Match amical                                                        |
| 48 | 26 avril 2000      | Kaunas, Lituanie   | Lituanie - Lettonie | 2-1   | Match amical                                                        |
| 49 | 5 juillet 2001     | Riga, Lettonie     | Lettonie - Lituanie | 4-1   | Coupe baltique 2001                                                 |
| 50 | 12 février 2003    | Antalya, Turquie   | Lettonie - Lituanie | 2-1   | Match amical                                                        |
| 51 | 4 juillet 2003     | Valga, Estonie     | Lettonie - Lituanie | 2-1   | Coupe baltique 2003                                                 |
| 52 | 21 mai 2005        | Kaunas, Lituanie   | Lituanie - Lettonie | 2-0   | Coupe baltique 2005                                                 |
| 53 | 1er juin 2008      | Riga, Lettonie     | Lettonie - Lituanie | 2-1   | Match amical                                                        |
| 54 | 18 juin 2010       | Kaunas, Lituanie   | Lituanie - Lettonie | 0-0   | Match amical                                                        |
| 55 | 1er juin 2012      | Võru, Estonie      | Lettonie - Lituanie | 5-0   | Match amical                                                        |
| 56 | 6 septembre 2013   | Riga, Lettonie     | Lettonie - Lituanie | 2-1   | Qualification pour la Coupe du monde 2014 (groupe G)                |
| 57 | 11 octobre 2013    | Vilnius, Lituanie  | Lituanie - Lettonie | 2-0   | Qualification pour la Coupe du monde 2014 (groupe G)                |
| 58 | 31 mai 2014        | Liepāja, Lettonie  | Lettonie - Lituanie | 1-0   | Coupe baltique 2014 (finale)                                        |
| 59 | 1er juin 2016      | Liepāja, Lettonie  | Lettonie - Lituanie | 2-1   | Coupe baltique 2016                                                 |

#### Bilan
| Rang | Équipe   | Pts | J  | G  | N  | P  | Bp  | Bc  | Diff |
| ---- | -------- | --- | -- | -- | -- | -- | --- | --- | ---- |
| 1    | Lettonie | 101 | 59 | 30 | 11 | 18 | 124 | 85  | +39  |
| 2    | Lituanie | 65  | 59 | 18 | 11 | 30 | 85  | 124 | -39  |

### Luxembourg

#### Confrontations
Confrontations entre le Luxembourg et la Lettonie en matchs officiels :
|   | Date             | Lieu                   | Match                 | Score | Compétition                                          |
| 1 | 27 mars 2002     | Hesperange, Luxembourg | Luxembourg - Lettonie | 0-3   | Match amical                                         |
| 2 | 8 septembre 2004 | Luxembourg, Luxembourg | Luxembourg - Lettonie | 2-3   | Qualification pour la Coupe du monde 2006 (groupe 3) |
| 3 | 30 mars 2005     | Riga, Lettonie         | Lettonie - Luxembourg | 4-0   | Qualification pour la Coupe du monde 2006 (groupe 3) |
| 4 | 6 septembre 2005 | Hesperange, Luxembourg | Luxembourg - Lettonie | 0-0   | Match amical                                         |
| 5 | 28 mars 2009     | Luxembourg, Luxembourg | Luxembourg - Lettonie | 0-4   | Qualification pour la Coupe du monde 2010 (groupe 2) |
| 6 | 1er avril 2009   | Riga, Lettonie         | Lettonie - Luxembourg | 2-0   | Qualification pour la Coupe du monde 2010 (groupe 2) |
| 7 | 2 septembre 2016 | Riga, Lettonie         | Lettonie - Luxembourg | 3-1   | Match amical                                         |

#### Bilan
| Rang | Équipe     | Pts | J | G | N | P | Bp | Bc | Diff |
| ---- | ---------- | --- | - | - | - | - | -- | -- | ---- |
| 1    | Lettonie   | 19  | 7 | 6 | 1 | 0 | 19 | 3  | +16  |
| 2    | Luxembourg | 1   | 7 | 0 | 1 | 6 | 3  | 19 | -16  |

## M

### Macédoine du Nord

#### Confrontations
Confrontations entre la Macédoine du Nord et la Lettonie en matchs officiels :
|   | Date             | Lieu                      | Match                        | Score | Compétition                                                |
| 1 | 5 mars 2014      | Skopje, Macédoine du Nord | Macédoine - Lettonie         | 2-1   | Match amical                                               |
| 2 | 21 mars 2019     | Skopje, Macédoine du Nord | Macédoine du Nord - Lettonie | 3-1   | Qualification pour le Championnat d'Europe 2020 (groupe G) |
| 3 | 9 septembre 2019 | Riga, Lettonie            | Lettonie - Macédoine du Nord | 0-2   | Qualification pour le Championnat d'Europe 2020 (groupe G) |

#### Bilan
| Rang | Équipe            | Pts | J | G | N | P | Bp | Bc | Diff |
| ---- | ----------------- | --- | - | - | - | - | -- | -- | ---- |
| 1    | Macédoine du Nord | 9   | 3 | 3 | 0 | 0 | 7  | 2  | +5   |
| 2    | Lettonie          | 0   | 3 | 0 | 0 | 3 | 2  | 7  | -5   |

### Malte

#### Confrontations
Confrontations entre Malte et la Lettonie en matchs officiels :
|   | Date             | Lieu            | Match            | Score | Compétition                                                |
| 1 | 26 mai 1992      | L-Imdina, Malte | Malte - Lettonie | 1-0   | Match amical                                               |
| 2 | 2 juin 1994      | Riga, Lettonie  | Lettonie - Malte | 2-0   | Match amical                                               |
| 3 | 8 février 1998   | L-Imdina, Malte | Malte - Lettonie | 2-1   | Tournoi international de Malte 1998                        |
| 4 | 7 septembre 2010 | L-Imdina, Malte | Malte - Lettonie | 0-2   | Qualification pour le Championnat d'Europe 2012 (groupe F) |
| 5 | 7 octobre 2011   | Riga, Lettonie  | Lettonie - Malte | 2-0   | Qualification pour le Championnat d'Europe 2012 (groupe F) |
| 6 | 6 septembre 2020 | Ħ'Attard, Malte | Malte - Lettonie | 1-1   | Ligue des nations 2020-2021 (Ligue D)                      |
| 7 | 13 octobre 2020  | Riga, Lettonie  | Lettonie - Malte | 0-1   | Ligue des nations 2020-2021 (Ligue D)                      |

#### Bilan
| Rang | Équipe   | Pts | J | G | N | P | Bp | Bc | Diff |
| ---- | -------- | --- | - | - | - | - | -- | -- | ---- |
| 1    | Lettonie | 10  | 7 | 3 | 1 | 3 | 8  | 5  | +3   |
| 2    | Malte    | 10  | 7 | 3 | 1 | 3 | 5  | 8  | -3   |

### Moldavie

#### Confrontations
Confrontations entre la Moldavie et la Lettonie en matchs officiels :
|   | Date             | Lieu               | Match               | Score | Compétition                                          |
| 1 | 22 août 2007     | Riga, Lettonie     | Lettonie - Moldavie | 1-2   | Match amical                                         |
| 2 | 6 septembre 2008 | Tiraspol, Moldavie | Moldavie - Lettonie | 1-2   | Qualification pour la Coupe du monde 2010 (groupe 2) |
| 3 | 14 octobre 2009  | Riga, Lettonie     | Lettonie - Moldavie | 3-2   | Qualification pour la Coupe du monde 2010 (groupe 2) |

#### Bilan
| Rang | Équipe   | Pts | J | G | N | P | Bp | Bc | Diff |
| ---- | -------- | --- | - | - | - | - | -- | -- | ---- |
| 1    | Lettonie | 6   | 3 | 2 | 0 | 1 | 6  | 5  | +1   |
| 2    | Moldavie | 3   | 3 | 1 | 0 | 2 | 5  | 6  | -1   |

### Monténégro

#### Confrontations
Confrontations entre le Monténégro et la Lettonie en matchs officiels :
|   | Date           | Lieu                  | Match                 | Score | Compétition  |
| 1 | 15 août 2012   | Podgorica, Monténégro | Monténégro - Lettonie | 2-0   | Match amical |
| 2 | 7 octobre 2020 | Podgorica, Monténégro | Monténégro - Lettonie | 1-1   | Match amical |

#### Bilan
| Rang | Équipe     | Pts | J | G | N | P | Bp | Bc | Diff |
| ---- | ---------- | --- | - | - | - | - | -- | -- | ---- |
| 1    | Monténégro | 4   | 2 | 1 | 1 | 0 | 3  | 1  | +2   |
| 2    | Lettonie   | 1   | 2 | 0 | 1 | 1 | 1  | 3  | -2   |

## N

### Norvège

#### Confrontations
Confrontations entre la Norvège et la Lettonie en matchs officiels :
|   | Date             | Lieu           | Match              | Score | Compétition                                                |
| 1 | 6 septembre 1998 | Oslo, Norvège  | Norvège - Lettonie | 1-3   | Qualification pour le Championnat d'Europe 2000 (groupe 2) |
| 2 | 9 octobre 1999   | Riga, Lettonie | Lettonie - Norvège | 1-2   | Qualification pour le Championnat d'Europe 2000 (groupe 2) |

#### Bilan
| Rang | Équipe   | Pts | J | G | N | P | Bp | Bc | Diff |
| ---- | -------- | --- | - | - | - | - | -- | -- | ---- |
| 1    | Lettonie | 3   | 2 | 1 | 0 | 1 | 4  | 3  | +1   |
| 2    | Norvège  | 3   | 2 | 1 | 0 | 1 | 3  | 4  | -1   |

## O

### Oman

#### Confrontations
Confrontations entre Oman et la Lettonie en matchs officiels :
|   | Date              | Lieu            | Match           | Score | Compétition                                         |
| 1 | 1er décembre 2004 | Manama, Bahreïn | Lettonie - Oman | 2-3   | Tournoi international de Bahreïn 2004 (demi-finale) |

#### Bilan
| Rang | Équipe   | Pts | J | G | N | P | Bp | Bc | Diff |
| ---- | -------- | --- | - | - | - | - | -- | -- | ---- |
| 1    | Oman     | 3   | 1 | 1 | 0 | 0 | 3  | 2  | +1   |
| 2    | Lettonie | 0   | 1 | 0 | 0 | 0 | 2  | 3  | -1   |

### Ouzbékistan

#### Confrontations
Confrontations entre l'Ouzbékistan et la Lettonie en matchs officiels :
|   | Date         | Lieu           | Match                  | Score | Compétition  |
| 1 | 20 août 2003 | Riga, Lettonie | Lettonie - Ouzbékistan | 0-3   | Match amical |

#### Bilan
| Rang | Équipe      | Pts | J | G | N | P | Bp | Bc | Diff |
| ---- | ----------- | --- | - | - | - | - | -- | -- | ---- |
| 1    | Ouzbékistan | 3   | 1 | 1 | 0 | 0 | 3  | 0  | +3   |
| 2    | Lettonie    | 0   | 1 | 0 | 0 | 0 | 0  | 3  | -3   |

## P

### Pays-Bas

#### Confrontations
Confrontations entre les Pays-Bas et la Lettonie en matchs officiels :
|   | Date             | Lieu                | Match               | Score | Compétition                                                |
| 1 | 23 juin 2004     | Braga, Portugal     | Pays-Bas - Lettonie | 3-0   | Championnat d'Europe 2004 (groupe D)                       |
| 2 | 16 novembre 2014 | Amsterdam, Pays-Bas | Pays-Bas - Lettonie | 6-0   | Qualification pour le Championnat d'Europe 2016 (groupe A) |
| 3 | 12 juin 2015     | Riga, Lettonie      | Lettonie - Pays-Bas | 0-2   | Qualification pour le Championnat d'Europe 2016 (groupe A) |

#### Bilan
| Rang | Équipe   | Pts | J | G | N | P | Bp | Bc | Diff |
| ---- | -------- | --- | - | - | - | - | -- | -- | ---- |
| 1    | Pays-Bas | 9   | 3 | 3 | 0 | 0 | 11 | 0  | +11  |
| 2    | Lettonie | 0   | 3 | 0 | 0 | 3 | 0  | 11 | -11  |

### Pays de Galles

#### Confrontations
Confrontations entre le Pays de Galles et la Lettonie en matchs officiels :
|   | Date         | Lieu           | Match                     | Score | Compétition  |
| 1 | 18 août 2004 | Riga, Lettonie | Lettonie - Pays de Galles | 0-2   | Match amical |

#### Bilan
| Rang | Équipe         | Pts | J | G | N | P | Bp | Bc | Diff |
| ---- | -------------- | --- | - | - | - | - | -- | -- | ---- |
| 1    | Pays de Galles | 3   | 1 | 1 | 0 | 0 | 2  | 0  | +2   |
| 2    | Lettonie       | 0   | 1 | 0 | 0 | 1 | 0  | 2  | -2   |

### Pologne

#### Confrontations
Confrontations entre la Pologne et la Lettonie en matchs officiels :
|    | Date              | Lieu                | Match              | Score | Compétition                                                |
| 1  | 26 octobre 1930   | Varsovie, Pologne   | Pologne - Lettonie | 6-0   | Match amical                                               |
| 2  | 5 août 1931       | Riga, Lettonie      | Lettonie - Pologne | 0-5   | Match amical                                               |
| 3  | 2 octobre 1932    | Varsovie, Pologne   | Pologne - Lettonie | 2-1   | Match amical                                               |
| 4  | 14 octobre 1934   | Riga, Lettonie      | Lettonie - Pologne | 2-6   | Match amical                                               |
| 5  | 15 septembre 1935 | Łódź, Pologne       | Pologne - Lettonie | 3-3   | Match amical                                               |
| 6  | 6 septembre 1936  | Riga, Lettonie      | Lettonie - Pologne | 3-3   | Match amical                                               |
| 7  | 10 octobre 1937   | Katowice, Pologne   | Pologne - Lettonie | 2-1   | Match amical                                               |
| 8  | 25 septembre 1938 | Riga, Lettonie      | Lettonie - Pologne | 2-1   | Match amical                                               |
| 9  | 18 novembre 1992  | Iława, Pologne      | Pologne - Lettonie | 1-0   | Match amical                                               |
| 10 | 17 février 1997   | Deryneia, Chypre    | Pologne - Lettonie | 3-2   | Match amical                                               |
| 11 | 12 octobre 2002   | Varsovie, Pologne   | Pologne - Lettonie | 0-1   | Qualification pour le Championnat d'Europe 2004 (groupe 4) |
| 12 | 6 septembre 2003  | Riga, Lettonie      | Lettonie - Pologne | 0-2   | Qualification pour le Championnat d'Europe 2004 (groupe 4) |
| 13 | 22 mai 2012       | Klagenfurt, Pologne | Pologne - Lettonie | 1-0   | Match amical                                               |
| 14 | 24 mars 2019      | Varsovie, Pologne   | Pologne - Lettonie | 2-0   | Qualification pour le Championnat d'Europe 2020 (groupe G) |
| 15 | 10 octobre 2019   | Riga, Lettonie      | Lettonie - Pologne | 0-3   | Qualification pour le Championnat d'Europe 2020 (groupe G) |

#### Bilan
| Rang | Équipe   | Pts | J  | G  | N | P  | Bp | Bc | Diff |
| ---- | -------- | --- | -- | -- | - | -- | -- | -- | ---- |
| 1    | Pologne  | 35  | 15 | 11 | 2 | 2  | 40 | 15 | +25  |
| 2    | Lettonie | 8   | 15 | 2  | 2 | 11 | 15 | 40 | -25  |

### Portugal

#### Confrontations
Confrontations entre la Lettonie et le Portugal en matchs officiels :
|   | Date             | Lieu               | Match               | Score | Compétition                                                |
| 1 | 9 octobre 1994   | Riga, Lettonie     | Lettonie - Portugal | 1-3   | Qualification pour le Championnat d'Europe 1996 (groupe 6) |
| 2 | 3 juin 1995      | Porto, Portugal    | Portugal - Lettonie | 3-2   | Qualification pour le Championnat d'Europe 1996 (groupe 6) |
| 3 | 4 septembre 2004 | Riga, Lettonie     | Lettonie - Portugal | 0-2   | Qualification pour la Coupe du monde 2006 (groupe 3)       |
| 4 | 12 octobre 2005  | Porto, Portugal    | Portugal - Lettonie | 3-0   | Qualification pour la Coupe du monde 2006 (groupe 3)       |
| 5 | 13 novembre 2016 | Lisbonne, Portugal | Portugal - Lettonie | 4-1   | Qualification pour la Coupe du monde 2018 (groupe B)       |
| 6 | 9 juin 2017      | Riga, Lettonie     | Lettonie - Portugal | 0-3   | Qualification pour la Coupe du monde 2018 (groupe B)       |

#### Bilan
| Rang | Équipe   | Pts | J | G | N | P | Bp | Bc | Diff |
| ---- | -------- | --- | - | - | - | - | -- | -- | ---- |
| 1    | Portugal | 18  | 6 | 6 | 0 | 0 | 18 | 4  | +14  |
| 2    | Lettonie | 0   | 6 | 0 | 0 | 6 | 4  | 18 | -14  |

## Q

### Qatar

#### Confrontations
Confrontations entre le Qatar et la Lettonie en matchs officiels :
|   | Date        | Lieu        | Match            | Score | Compétition  |
| 1 | 24 mai 2013 | Doha, Qatar | Qatar - Lettonie | 3-1   | Match amical |

#### Bilan
| Rang | Équipe   | Pts | J | G | N | P | Bp | Bc | Diff |
| ---- | -------- | --- | - | - | - | - | -- | -- | ---- |
| 1    | Qatar    | 3   | 1 | 1 | 0 | 0 | 3  | 1  | +2   |
| 2    | Lettonie | 0   | 1 | 0 | 0 | 1 | 1  | 3  | -2   |

## R

### Roumanie

#### Confrontations
Confrontations entre la Roumanie et la Lettonie en matchs officiels :
|   | Date            | Lieu               | Match               | Score | Compétition                                          |
| 1 | 13 juillet 1937 | Riga, Lettonie     | Lettonie - Roumanie | 0-0   | Match amical                                         |
| 2 | 18 mai 1939     | Bucarest, Roumanie | Roumanie - Lettonie | 4-0   | Match amical                                         |
| 3 | 8 avril 1992    | Bucarest, Roumanie | Roumanie - Lettonie | 2-0   | Match amical                                         |
| 4 | 2 février 2000  | Pahpos, Chypre     | Roumanie - Lettonie | 2-0   | Tournoi international de Chypre 2000 (deuxième tour) |
| 5 | 20 août 2008    | Urziceni, Roumanie | Roumanie - Lettonie | 1-0   | Match amical                                         |

#### Bilan
| Rang | Équipe   | Pts | J | G | N | P | Bp | Bc | Diff |
| ---- | -------- | --- | - | - | - | - | -- | -- | ---- |
| 1    | Roumanie | 13  | 5 | 4 | 1 | 0 | 9  | 0  | +9   |
| 2    | Lettonie | 1   | 5 | 0 | 1 | 4 | 0  | 9  | -9   |

### Russie

#### Confrontations
Confrontations entre la Russie et la Lettonie en matchs officiels :
|   | Date             | Lieu                      | Match             | Score | Compétition                                          |
| 1 | 14 novembre 2001 | Riga, Lettonie            | Lettonie - Russie | 1-3   | Match amical                                         |
| 2 | 4 juin 2005      | Saint-Pétersbourg, Russie | Russie - Lettonie | 2-0   | Qualification pour la Coupe du monde 2006 (groupe 3) |
| 3 | 17 août 2005     | Riga, Lettonie            | Lettonie - Russie | 1-1   | Qualification pour la Coupe du monde 2006 (groupe 3) |
| 4 | 16 août 2006     | Moscou, Russie            | Russie - Lettonie | 1-0   | Match amical                                         |

#### Bilan
| Rang | Équipe   | Pts | J | G | N | P | Bp | Bc | Diff |
| ---- | -------- | --- | - | - | - | - | -- | -- | ---- |
| 1    | Russie   | 10  | 4 | 3 | 1 | 0 | 7  | 2  | +5   |
| 2    | Lettonie | 1   | 4 | 0 | 1 | 3 | 2  | 7  | -5   |

## S

### Saint-Marin

#### Confrontations
Confrontations entre Saint-Marin et la Lettonie en matchs officiels :
|   | Date             | Lieu                    | Match                  | Score | Compétition                                                |
| 1 | 15 octobre 2000  | Serravalle, Saint-Marin | Saint-Marin - Lettonie | 0-1   | Qualification pour la Coupe du monde 2002 (groupe 6)       |
| 2 | 25 avril 2001    | Riga, Lettonie          | Lettonie - Saint-Marin | 1-1   | Qualification pour la Coupe du monde 2002 (groupe 6)       |
| 3 | 20 novembre 2002 | Serravalle, Saint-Marin | Saint-Marin - Lettonie | 0-1   | Qualification pour le Championnat d'Europe 2004 (groupe 4) |
| 4 | 30 avril 2003    | Riga, Lettonie          | Lettonie - Saint-Marin | 3-0   | Qualification pour le Championnat d'Europe 2004 (groupe 4) |

#### Bilan
| Rang | Équipe      | Pts | J | G | N | P | Bp | Bc | Diff |
| ---- | ----------- | --- | - | - | - | - | -- | -- | ---- |
| 1    | Lettonie    | 10  | 4 | 3 | 1 | 0 | 6  | 1  | +5   |
| 2    | Saint-Marin | 1   | 4 | 0 | 1 | 3 | 1  | 6  | -5   |

### Slovaquie

#### Confrontations
Confrontations entre la Slovaquie et la Lettonie en matchs officiels :
|   | Date             | Lieu                  | Match                | Score | Compétition                                          |
| 1 | 9 octobre 2004   | Bratislava, Slovaquie | Slovaquie - Lettonie | 4-1   | Qualification pour la Coupe du monde 2006 (groupe 3) |
| 2 | 7 septembre 2005 | Riga, Lettonie        | Lettonie - Slovaquie | 1-1   | Qualification pour la Coupe du monde 2006 (groupe 3) |
| 3 | 12 octobre 2012  | Bratislava, Slovaquie | Slovaquie - Lettonie | 2-1   | Qualification pour la Coupe du monde 2014 (groupe G) |
| 4 | 15 octobre 2013  | Riga, Lettonie        | Lettonie - Slovaquie | 2-2   | Qualification pour la Coupe du monde 2014 (groupe G) |
| 5 | 25 mars 2016     | Trnava, Slovaquie     | Slovaquie - Lettonie | 0-0   | Match amical                                         |

#### Bilan
| Rang | Équipe    | Pts | J | G | N | P | Bp | Bc | Diff |
| ---- | --------- | --- | - | - | - | - | -- | -- | ---- |
| 1    | Slovaquie | 9   | 5 | 2 | 3 | 0 | 9  | 5  | +4   |
| 2    | Lettonie  | 3   | 5 | 0 | 3 | 2 | 5  | 9  | -4   |

### Slovénie

#### Confrontations
Confrontations entre la Slovénie et la Lettonie en matchs officiels :
|   | Date             | Lieu                | Match               | Score | Compétition                                                |
| 1 | 14 octobre 1998  | Maribor, Slovénie   | Slovénie - Lettonie | 1-0   | Qualification pour le Championnat d'Europe 2000 (groupe 2) |
| 2 | 5 juin 1999      | Riga, Lettonie      | Lettonie - Slovénie | 1-2   | Qualification pour le Championnat d'Europe 2000 (groupe 2) |
| 3 | 31 mars 2004     | Ljubljana, Slovénie | Slovénie - Lettonie | 0-1   | Match amical                                               |
| 4 | 10 juin 2019     | Riga, Lettonie      | Lettonie - Slovénie | 0-5   | Qualification pour le Championnat d'Europe 2020 (groupe G) |
| 5 | 16 novembre 2019 | Ljubljana, Slovénie | Slovénie - Lettonie | 1-0   | Qualification pour le Championnat d'Europe 2020 (groupe G) |

#### Bilan
| Rang | Équipe   | Pts | J | G | N | P | Bp | Bc | Diff |
| ---- | -------- | --- | - | - | - | - | -- | -- | ---- |
| 1    | Slovénie | 12  | 5 | 4 | 0 | 1 | 9  | 2  | +7   |
| 2    | Lettonie | 3   | 5 | 1 | 0 | 4 | 2  | 9  | -7   |

### Suède

#### Confrontations
Confrontations entre la Suède et la Lettonie en matchs officiels :
|    | Date               | Lieu           | Match            | Score | Compétition                                                |
| 1  | 20 juillet 1926    | Riga, Lettonie | Lettonie - Suède | 4-1   | Match amical                                               |
| 2  | 29 mai 1927        | Solna, Suède   | Suède - Lettonie | 12-0  | Match amical                                               |
| 3  | 6 juillet 1928     | Riga, Lettonie | Lettonie - Suède | 0-4   | Match amical                                               |
| 4  | 28 juillet 1929    | Solna, Suède   | Suède - Lettonie | 10-0  | Match amical                                               |
| 5  | 22 juillet 1930    | Riga, Lettonie | Lettonie - Suède | 0-5   | Match amical                                               |
| 6  | 26 juillet 1931    | Solna, Suède   | Suède - Lettonie | 6-0   | Match amical                                               |
| 7  | 13 juillet 1932    | Riga, Lettonie | Lettonie - Suède | 0-0   | Match amical                                               |
| 8  | 4 juillet 1933     | Riga, Lettonie | Lettonie - Suède | 1-1   | Match amical                                               |
| 9  | 23 septembre 1934  | Solna, Suède   | Suède - Lettonie | 3-1   | Match amical                                               |
| 10 | 5 juillet 1935     | Riga, Lettonie | Lettonie - Suède | 0-3   | Match amical                                               |
| 11 | 10 juin 1938       | Solna, Suède   | Suède - Lettonie | 3-3   | Match amical                                               |
| 12 | 1er septembre 1996 | Riga, Lettonie | Lettonie - Suède | 1-2   | Qualification pour la Coupe du monde 1998 (groupe 4)       |
| 13 | 10 septembre 1997  | Solna, Suède   | Suède - Lettonie | 1-0   | Qualification pour la Coupe du monde 1998 (groupe 4)       |
| 14 | 7 septembre 2002   | Riga, Lettonie | Lettonie - Suède | 0-0   | Qualification pour le Championnat d'Europe 2004 (groupe 4) |
| 15 | 11 octobre 2003    | Solna, Suède   | Suède - Lettonie | 0-1   | Qualification pour le Championnat d'Europe 2004 (groupe 4) |
| 16 | 2 septembre 2006   | Riga Lettonie  | Lettonie - Suède | 0-1   | Qualification pour le Championnat d'Europe 2008 (groupe F) |
| 17 | 21 novembre 2007   | Solna, Suède   | Suède - Lettonie | 2-1   | Qualification pour le Championnat d'Europe 2008 (groupe F) |

#### Bilan
| Rang | Équipe   | Pts | J  | G  | N | P  | Bp | Bc | Diff |
| ---- | -------- | --- | -- | -- | - | -- | -- | -- | ---- |
| 1    | Suède    | 37  | 17 | 11 | 4 | 2  | 54 | 12 | +42  |
| 2    | Lettonie | 10  | 17 | 2  | 4 | 11 | 12 | 54 | -42  |

### Suisse

#### Confrontations
Confrontations entre la Suisse et la Lettonie en matchs officiels :
|   | Date             | Lieu               | Match             | Score | Compétition                                          |
| 1 | 2 avril 1997     | Lucerne, Suisse    | Suisse - Lettonie | 1-0   | Match amical                                         |
| 2 | 11 octobre 2008  | Saint-Gall, Suisse | Suisse - Lettonie | 2-1   | Qualification pour la Coupe du monde 2010 (groupe 2) |
| 3 | 9 septembre 2009 | Riga, Lettonie     | Lettonie - Suisse | 2-2   | Qualification pour la Coupe du monde 2010 (groupe 2) |
| 4 | 25 mars 2017     | Berne, Suisse      | Suisse - Lettonie | 1-0   | Qualification pour la Coupe du monde 2018 (groupe B) |
| 5 | 3 septembre 2017 | Riga, Lettonie     | Lettonie - Suisse | 0-3   | Qualification pour la Coupe du monde 2018 (groupe B) |

#### Bilan
| Rang | Équipe   | Pts | J | G | N | P | Bp | Bc | Diff |
| ---- | -------- | --- | - | - | - | - | -- | -- | ---- |
| 1    | Suisse   | 13  | 5 | 4 | 1 | 0 | 9  | 3  | +6   |
| 2    | Lettonie | 1   | 5 | 0 | 1 | 4 | 3  | 9  | -6   |

## T

### Tchécoslovaquie

#### Confrontations
Confrontations entre la Tchécoslovaquie et la Lettonie en matchs officiels :
|   | Date            | Lieu                    | Match                      | Score | Compétition  |
| 1 | 13 octobre 1937 | Prague, Tchécoslovaquie | Tchécoslovaquie - Lettonie | 3-0   | Match amical |

#### Bilan
| Rang | Équipe          | Pts | J | G | N | P | Bp | Bc | Diff |
| ---- | --------------- | --- | - | - | - | - | -- | -- | ---- |
| 1    | Tchécoslovaquie | 3   | 1 | 1 | 0 | 0 | 4  | 0  | +4   |
| 2    | Lettonie        | 0   | 1 | 0 | 0 | 1 | 0  | 4  | -4   |

### Tchéquie

#### Confrontations
Confrontations entre la Tchéquie et la Lettonie en matchs officiels :
|   | Date             | Lieu              | Match                         | Score | Compétition                                                |
| 1 | 15 juin 2004     | Aveiro, Portugal  | République tchèque - Lettonie | 2-1   | Championnat d'Europe 2004 (groupe D)                       |
| 2 | 11 août 2010     | Liberec, Tchéquie | République tchèque - Lettonie | 4-1   | Match amical                                               |
| 3 | 28 mars 2015     | Prague, Tchéquie  | République tchèque - Lettonie | 1-1   | Qualification pour le Championnat d'Europe 2016 (groupe A) |
| 4 | 6 septembre 2015 | Riga, Lettonie    | Lettonie - République tchèque | 1-2   | Qualification pour le Championnat d'Europe 2016 (groupe A) |

#### Bilan
| Rang | Équipe   | Pts | J | G | N | P | Bp | Bc | Diff |
| ---- | -------- | --- | - | - | - | - | -- | -- | ---- |
| 1    | Tchéquie | 10  | 4 | 3 | 1 | 0 | 9  | 4  | +5   |
| 2    | Lettonie | 1   | 4 | 0 | 1 | 3 | 4  | 9  | -5   |

### Tunisie

#### Confrontations
Confrontations entre la Tunisie et la Lettonie en matchs officiels :
|   | Date             | Lieu           | Match              | Score | Compétition  |
| 1 | 10 novembre 1998 | Radès, Tunisie | Tunisie - Lettonie | 3-0   | Match amical |

#### Bilan
| Rang | Équipe   | Pts | J | G | N | P | Bp | Bc | Diff |
| ---- | -------- | --- | - | - | - | - | -- | -- | ---- |
| 1    | Tunisie  | 3   | 1 | 1 | 0 | 0 | 3  | 0  | +3   |
| 2    | Lettonie | 0   | 1 | 0 | 0 | 1 | 0  | 3  | -3   |

### Turquie

#### Confrontations
Confrontations entre la Turquie et la Lettonie en matchs officiels :
|   | Date             | Lieu                 | Match              | Score | Compétition                                                |
| 1 | 22 juin 1924     | Riga, Lettonie       | Lettonie - Turquie | 1-3   | Match amical                                               |
| 2 | 15 novembre 2003 | Riga, Lettonie       | Lettonie - Turquie | 1-0   | Qualification pour le Championnat d'Europe 2004 (barrage)  |
| 3 | 19 novembre 2003 | Istanbul, Turquie    | Turquie - Lettonie | 2-2   | Qualification pour le Championnat d'Europe 2004 (barrage)  |
| 4 | 28 mai 2013      | Duisbourg, Allemagne | Turquie - Lettonie | 3-3   | Match amical                                               |
| 5 | 13 octobre 2014  | Riga, Lettonie       | Lettonie - Turquie | 1-1   | Qualification pour le Championnat d'Europe 2016 (groupe A) |
| 6 | 3 septembre 2015 | Konya, Turquie       | Turquie - Lettonie | 1-1   | Qualification pour le Championnat d'Europe 2016 (groupe A) |

#### Bilan
| Rang | Équipe   | Pts | J | G | N | P | Bp | Bc | Diff |
| ---- | -------- | --- | - | - | - | - | -- | -- | ---- |
| 1    | Turquie  | 7   | 6 | 1 | 4 | 1 | 10 | 9  | +1   |
| 2    | Lettonie | 7   | 6 | 1 | 4 | 1 | 9  | 10 | -1   |

## U

### Ukraine

#### Confrontations
Confrontations entre l'Ukraine et la Lettonie en matchs officiels :
|   | Date         | Lieu           | Match              | Score | Compétition  |
| 1 | 15 août 2001 | Riga, Lettonie | Lettonie - Ukraine | 0-1   | Match amical |
| 2 | 2 avril 2003 | Kiev, Ukraine  | Ukraine - Lettonie | 1-0   | Match amical |
| 3 | 31 mars 2015 | Lviv, Ukraine  | Ukraine - Lettonie | 1-1   | Match amical |

#### Bilan
| Rang | Équipe   | Pts | J | G | N | P | Bp | Bc | Diff |
| ---- | -------- | --- | - | - | - | - | -- | -- | ---- |
| 1    | Ukraine  | 7   | 3 | 2 | 1 | 0 | 3  | 1  | +2   |
| 2    | Lettonie | 1   | 3 | 0 | 1 | 2 | 1  | 2  | -1   |

## Statistiques par équipe affrontée
| Equipe             |     | Joués | Joués | Joués       | Victoires   | Victoires   | Victoires | Défaites  | Défaites  | Défaites   | Partages   | Partages   | Partages | Buts marqués | Buts marqués | Buts marqués | Buts encaissés | Buts encaissés | Buts encaissés |
|                    |     | Dom.  | Ext.  | Neu.        | Dom.        | Ext.        | Neu.      | Dom.      | Ext.      | Neu.       | Dom.       | Ext.       | Neu.     | Dom.         | Ext.         | Neu.         | Dom.           | Ext.           | Neu.           |
| Albanie            |     | 2     | 2     | 1           | 0           | 0           | 0         | 0         | 0         | 0          | 2          | 2          | 1        | 0            | 4            | 2            | 0              | 4              | 2              |
| Allemagne          |     | 1     | 1     | 1           | 0           | 0           | 0         | 1         | 1         | 0          | 0          | 0          | 1        | 1            | 0            | 0            | 3              | 3              | 0              |
| Andorre            |     | 3     | 2     | 1           | 2           | 2           | 1         | 0         | 0         | 0          | 1          | 0          | 0        | 8            | 4            | 2            | 1              | 0              | 0              |
| Angola             |     | 0     | 1     | 0           | 0           | 0           | 0         | 0         | 0         | 0          | 0          | 1          | 0        | 0            | 1            | 0            | 0              | 1              | 0              |
| Arménie            |     | 1     | 0     | 1           | 1           | 0           | 0         | 0         | 0         | 0          | 0          | 0          | 1        | 2            | 0            | 0            | 0              | 0              | 0              |
| Autriche           |     | 3     | 5     | 1           | 2           | 0           | 0         | 1         | 5         | 0          | 0          | 0          | 1        | 5            | 3            | 1            | 5              | 18             | 1              |
| Azerbaïdjan        |     | 3     | 0     | 0           | 0           | 0           | 0         | 0         | 0         | 0          | 3          | 0          | 0        | 2            | 0            | 0            | 2              | 0              | 0              |
| Bahreïn            |     | 0     | 1     | 0           | 0           | 0           | 0         | 0         | 0         | 0          | 0          | 1          | 0        | 0            | 2            | 0            | 0              | 2              | 0              |
| Belgique           |     | 1     | 1     | 0           | 0           | 0           | 0         | 1         | 1         | 0          | 0          | 0          | 0        | 0            | 1            | 0            | 4              | 3              | 0              |
| Biélorussie        |     | 3     | 2     | 1           | 1           | 0           | 0         | 2         | 1         | 1          | 0          | 1          | 0        | 5            | 2            | 1            | 9              | 4              | 4              |
| Bolivie            |     | 0     | 0     | 1           | 0           | 0           | 1         | 0         | 0         | 0          | 0          | 0          | 0        | 0            | 0            | 2            | 0              | 0              | 1              |
| Bosnie-Herzégovine |     | 1     | 1     | 0           | 0           | 0           | 0         | 1         | 1         | 0          | 0          | 0          | 0        | 0            | 1            | 0            | 5              | 4              | 0              |
| Brésil             |     | 0     | 1     | 0           | 0           | 0           | 0         | 0         | 1         | 0          | 0          | 0          | 0        | 0            | 0            | 0            | 0              | 3              | 0              |
| Chine              |     | 0     | 1     | 0           | 0           | 0           | 0         | 0         | 1         | 0          | 0          | 0          | 0        | 0            | 0            | 0            | 0              | 1              | 0              |
| Chypre             |     | 0     | 2     | 0           | 0           | 0           | 0         | 0         | 2         | 0          | 0          | 0          | 0        | 0            | 0            | 0            | 0              | 3              | 0              |
| Corée du Nord      |     | 0     | 0     | 2           | 0           | 0           | 1         | 0         | 0         | 0          | 0          | 0          | 1        | 0            | 0            | 3            | 0              | 0              | 2              |
| Corée du Sud       |     | 0     | 0     | 1           | 0           | 0           | 0         | 0         | 0         | 1          | 0          | 0          | 0        | 0            | 0            | 0            | 0              | 0              | 1              |
| Croatie            |     | 2     | 2     | 0           | 0           | 0           | 0         | 2         | 2         | 0          | 0          | 0          | 0        | 0            | 1            | 0            | 4              | 6              | 0              |
| Danemark           |     | 2     | 2     | 0           | 0           | 0           | 0         | 1         | 2         | 0          | 1          | 0          | 0        | 0            | 1            | 0            | 2              | 5              | 0              |
| Écosse             |     | 2     | 2     | 0           | 0           | 0           | 0         | 2         | 2         | 0          | 0          | 0          | 0        | 0            | 1            | 0            | 3              | 4              | 0              |
| Espagne            |     | 2     | 2     | 0           | 0           | 0           | 0         | 1         | 2         | 0          | 1          | 0          | 0        | 0            | 0            | 0            | 2              | 7              | 0              |
| Estonie            |     | 26    | 24    | 10          | 13          | 7           | 8         | 3         | 7         | 0          | 10         | 10         | 2        | 43           | 37           | 17           | 23             | 34             | 5              |
| États-Unis         |     | 0     | 1     | 0           | 0           | 0           | 0         | 0         | 1         | 0          | 0          | 0          | 0        | 0            | 0            | 0            | 0              | 1              | 0              |
| Finlande           |     | 8     | 7     | 2           | 3           | 1           | 0         | 3         | 6         | 1          | 2          | 0          | 1        | 8            | 8            | 2            | 10             | 19             | 3              |
| France             |     | 0     | 1     | 0           | 0           | 0           | 0         | 0         | 1         | 0          | 0          | 0          | 0        | 0            | 0            | 0            | 0              | 7              | 0              |
| Géorgie            |     | 3     | 4     | 1           | 1           | 2           | 0         | 1         | 1         | 1          | 1          | 1          | 0        | 3            | 6            | 1            | 4              | 8              | 2              |
| Ghana              |     | 0     | 0     | 1           | 0           | 0           | 0         | 0         | 0         | 1          | 0          | 0          | 0        | 0            | 0            | 0            | 0              | 0              | 1              |
| Grèce              |     | 4     | 4     | 0           | 0           | 1           | 0         | 2         | 3         | 0          | 2          | 0          | 0        | 2            | 4            | 0            | 5              | 8              | 0              |
| Honduras           |     | 0     | 1     | 0           | 0           | 0           | 0         | 0         | 1         | 0          | 0          | 0          | 0        | 0            | 1            | 0            | 0              | 2              | 0              |
| Hongrie            |     | 2     | 3     | 2           | 1           | 0           | 0         | 1         | 3         | 2          | 0          | 0          | 0        | 3            | 3            | 1            | 3              | 9              | 4              |
| Îles Féroé         |     | 1     | 2     | 0           | 0           | 0           | 0         | 1         | 0         | 0          | 0          | 2          | 0        | 0            | 1            | 0            | 2              | 1              | 0              |
| Irlande            |     | 2     | 3     | 0           | 0           | 0           | 0         | 2         | 3         | 0          | 0          | 0          | 0        | 0            | 1            | 0            | 5              | 9              | 0              |
| Irlande du Nord    |     | 3     | 4     | 0           | 1           | 1           | 0         | 2         | 3         | 0          | 0          | 0          | 0        | 2            | 2            | 0            | 3              | 5              | 0              |
| Islande            |     | 3     | 3     | 0           | 1           | 1           | 0         | 1         | 1         | 0          | 1          | 1          | 0        | 4            | 7            | 0            | 3              | 8              | 0              |
| Israël             |     | 4     | 4     | 0           | 0           | 1           | 0         | 3         | 3         | 0          | 1          | 0          | 0        | 3            | 3            | 0            | 11             | 7              | 0              |
| Japon              |     | 1     | 1     | 0           | 0           | 0           | 0         | 0         | 1         | 0          | 1          | 0          | 0        | 2            | 0            | 0            | 2              | 3              | 0              |
| Kazakhstan         |     | 2     | 1     | 2           | 1           | 0           | 1         | 1         | 0         | 0          | 0          | 1          | 1        | 2            | 0            | 3            | 2              | 0              | 1              |
| Koweït             |     | 0     | 0     | 1           | 0           | 0           | 0         | 0         | 0         | 1          | 0          | 0          | 0        | 0            | 0            | 0            | 0              | 0              | 2              |
| Liechtenstein      |     | 4     | 5     | 0           | 4           | 3           | 0         | 0         | 1         | 0          | 0          | 1          | 0        | 8            | 7            | 0            | 1              | 3              | 0              |
| Lituanie           |     | 25    | 22    | 12          | 18          | 6           | 6         | 6         | 9         | 3          | 1          | 7          | 3        | 67           | 37           | 20           | 40             | 34             | 11             |
| Luxembourg         |     | 3     | 4     | 0           | 3           | 3           | 0         | 0         | 0         | 0          | 0          | 1          | 0        | 9            | 10           | 0            | 1              | 2              | 0              |
| Macédoine          |     | 0     | 1     | 0           | 0           | 0           | 0         | 0         | 1         | 0          | 0          | 0          | 0        | 0            | 1            | 0            | 0              | 2              | 0              |
| Malte              |     | 3     | 4     | 0           | 2           | 1           | 0         | 1         | 2         | 0          | 0          | 1          | 0        | 4            | 4            | 0            | 1              | 4              | 0              |
| Moldavie           |     | 2     | 1     | 0           | 1           | 1           | 0         | 1         | 0         | 0          | 0          | 0          | 0        | 4            | 2            | 0            | 4              | 1              | 0              |
| Monténégro         |     | 0     | 2     | 0           | 0           | 0           | 0         | 0         | 1         | 0          | 0          | 1          | 0        | 0            | 1            | 0            | 0              | 3              | 0              |
| Norvège            |     | 1     | 1     | 0           | 0           | 1           | 0         | 1         | 0         | 0          | 0          | 0          | 0        | 1            | 3            | 0            | 2              | 1              | 0              |
| Oman               |     | 0     | 0     | 1           | 0           | 0           | 0         | 0         | 0         | 1          | 0          | 0          | 0        | 0            | 0            | 2            | 0              | 0              | 3              |
| Ouzbékistan        |     | 1     | 0     | 0           | 0           | 0           | 0         | 1         | 0         | 0          | 0          | 0          | 0        | 0            | 0            | 0            | 3              | 0              | 0              |
| Pays-Bas           |     | 1     | 1     | 1           | 0           | 0           | 0         | 1         | 1         | 1          | 0          | 0          | 0        | 0            | 0            | 0            | 2              | 6              | 3              |
| Pays de Galles     |     | 1     | 0     | 0           | 0           | 0           | 0         | 1         | 0         | 0          | 0          | 0          | 0        | 0            | 0            | 0            | 2              | 0              | 0              |
| Pologne            |     | 5     | 7     | 1           | 1           | 1           | 0         | 3         | 5         | 1          | 1          | 1          | 0        | 7            | 6            | 2            | 17             | 15             | 3              |
| Portugal           |     | 3     | 3     | 0           | 0           | 0           | 0         | 3         | 3         | 0          | 0          | 0          | 0        | 1            | 3            | 0            | 8              | 10             | 0              |
| Qatar              |     | 0     | 1     | 0           | 0           | 0           | 0         | 0         | 1         | 0          | 0          | 0          | 0        | 0            | 1            | 0            | 0              | 3              | 0              |
| Roumanie           |     | 1     | 3     | 1           | 0           | 0           | 0         | 0         | 3         | 1          | 1          | 0          | 0        | 0            | 0            | 0            | 0              | 7              | 2              |
| Russie             |     | 2     | 2     | 0           | 0           | 0           | 0         | 1         | 2         | 0          | 1          | 0          | 0        | 2            | 0            | 0            | 4              | 3              | 0              |
| Saint-Marin        |     | 2     | 2     | 0           | 1           | 2           | 0         | 0         | 0         | 0          | 1          | 0          | 0        | 4            | 2            | 0            | 1              | 0              | 0              |
| Slovaquie          |     | 2     | 3     | 0           | 0           | 0           | 0         | 0         | 2         | 0          | 2          | 1          | 0        | 3            | 2            | 0            | 3              | 6              | 0              |
| Slovénie           |     | 1     | 2     | 0           | 0           | 1           | 0         | 1         | 1         | 0          | 0          | 0          | 0        | 1            | 1            | 0            | 2              | 1              | 0              |
| Suède              |     | 9     | 8     | 0           | 1           | 1           | 0         | 5         | 6         | 0          | 3          | 1          | 0        | 6            | 6            | 0            | 17             | 37             | 0              |
| Suisse             |     | 2     | 3     | 0           | 0           | 0           | 0         | 1         | 3         | 0          | 1          | 0          | 0        | 2            | 1            | 0            | 5              | 4              | 0              |
| Tchécoslovaquie    |     | 0     | 1     | 0           | 0           | 0           | 0         | 0         | 1         | 0          | 0          | 0          | 0        | 0            | 0            | 0            | 0              | 3              | 0              |
| Tchéquie           |     | 1     | 2     | 1           | 0           | 0           | 0         | 1         | 1         | 1          | 0          | 1          | 0        | 1            | 2            | 1            | 2              | 5              | 2              |
| Tunisie            |     | 0     | 1     | 0           | 0           | 0           | 0         | 0         | 1         | 0          | 0          | 0          | 0        | 0            | 0            | 0            | 0              | 3              | 0              |
| Turquie            |     | 3     | 2     | 1           | 1           | 0           | 0         | 1         | 0         | 1          | 1          | 2          | 1        | 3            | 3            | 3            | 4              | 3              | 3              |
| Ukraine            |     | 1     | 2     | 0           | 0           | 0           | 0         | 1         | 1         | 0          | 0          | 1          | 0        | 0            | 1            | 0            | 1              | 2              | 0              |
|                    |     |       |       |             |             |             |           |           |           |            |            |            |          |              |              |              |                |                |                |
| TOTAUX             |     | 158   | 174   | 47          | 59          | 36          | 18        | 61        | 100       | 17         | 38         | 38         | 13       | 218          | 187          | 63           | 233            | 347            | 56             |
| TOTAUX             | 379 | 379   | 379   | 113 (29.8%) | 113 (29.8%) | 113 (29.8%) | 178 (47%) | 178 (47%) | 178 (47%) | 89 (23.5%) | 89 (23.5%) | 89 (23.5%) | 468      | 468          | 468          | 636          | 636            | 636            |                |